# Schiene (Bahn)

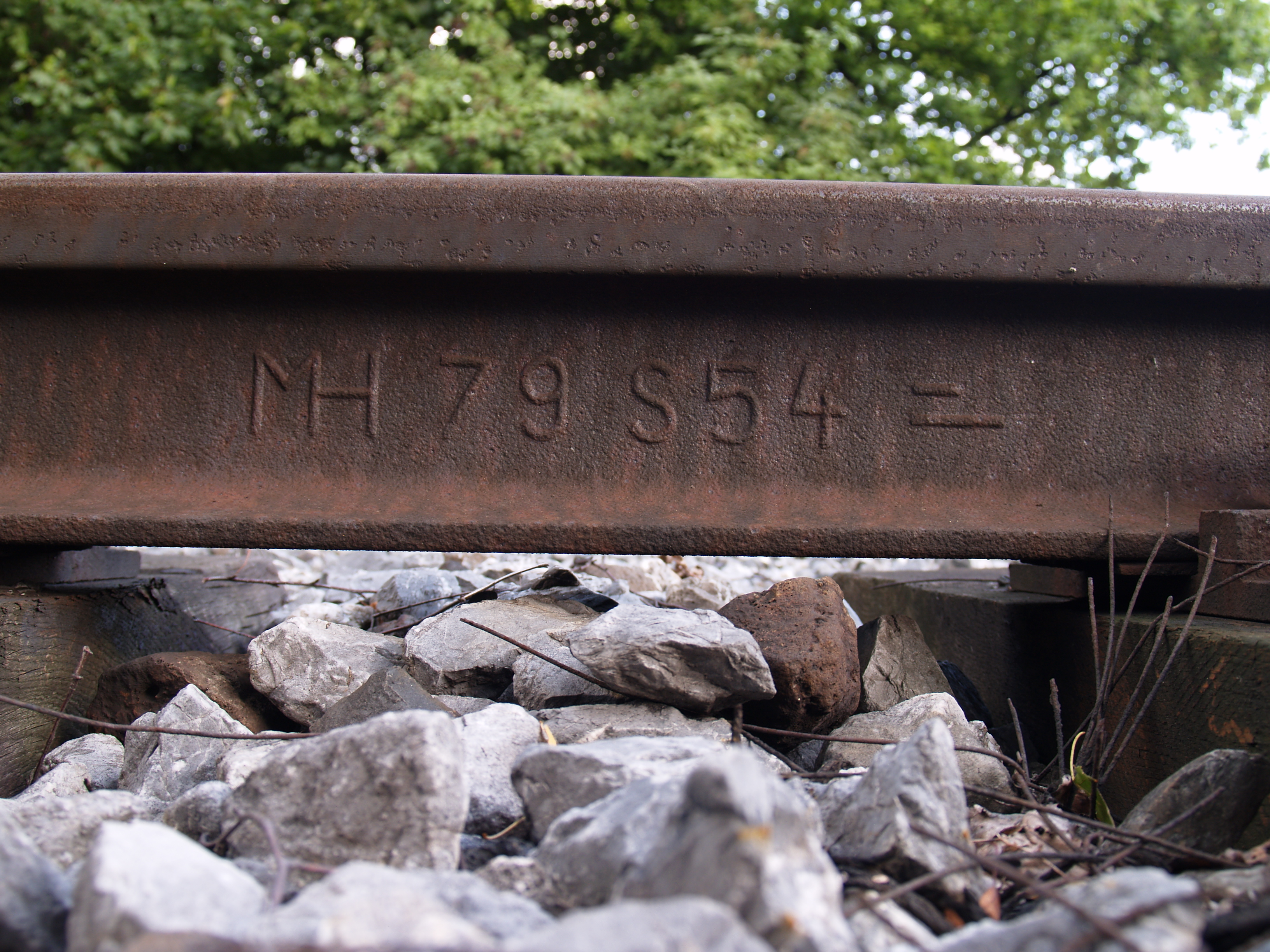
Schiene mit Walzzeichen, produziert im Jahr 1979 in der Maxhütte im Standardprofil S54 und in Standardqualität

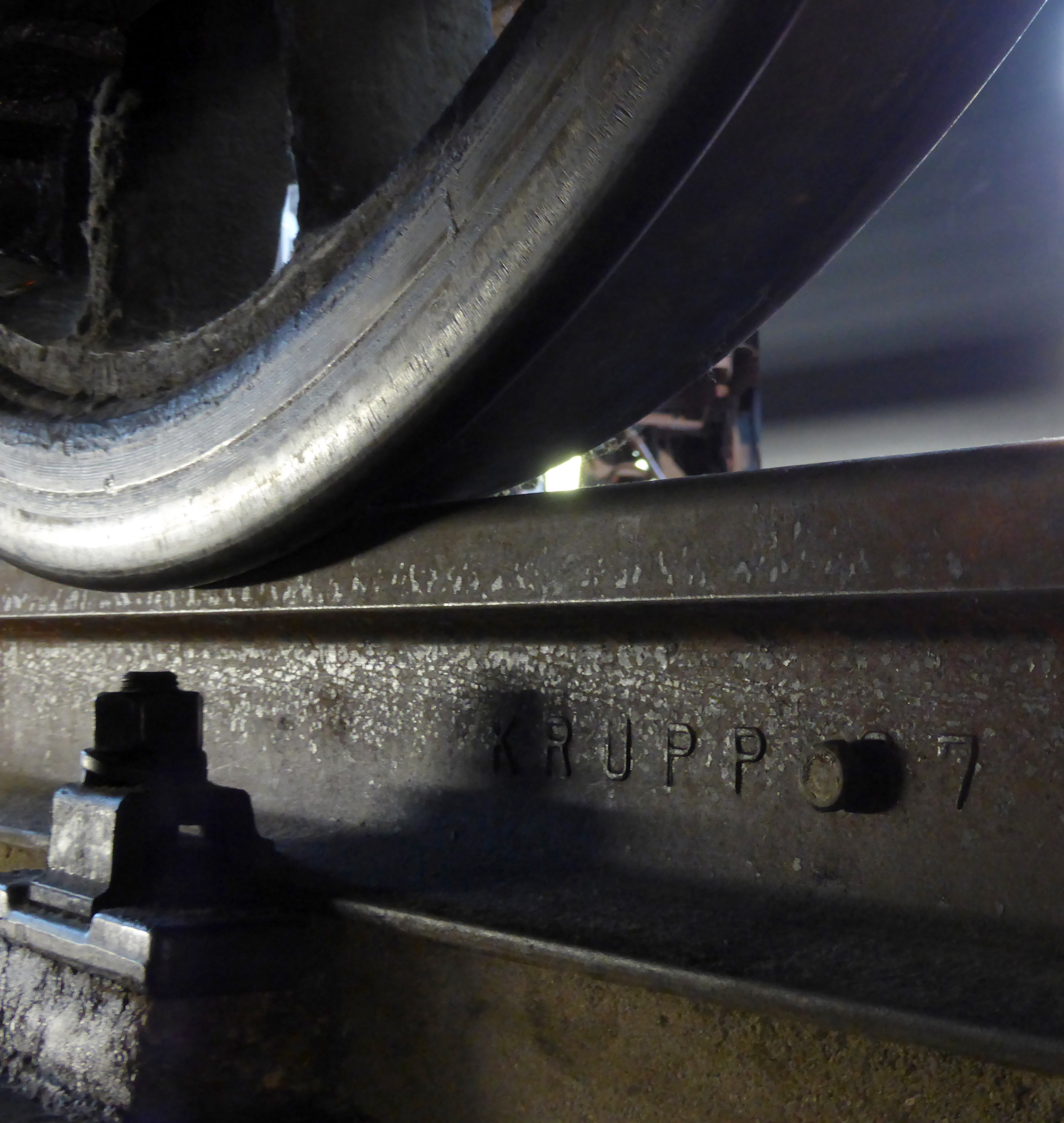
Von der Fa. Krupp gewalzte Schiene und Radreifen
Sicht von der Gleisinnenseite

Schienen sind im Bahnwesen lineare Trag- und Führungselemente, die meist paarig und parallel zueinander im Abstand der Spurweite angeordnet den Fahrweg für Schienenfahrzeuge bilden.
Frühe Schienen in diesem Sinne waren Spurrillen, längs ausgelegte Baumstämme oder Holzbohlen. Moderne Schienen sind standardisierte und genormte Walzstahlerzeugnisse. Sie sind in regelmäßigen, kurzen Abständen zumeist auf quer zur Gleisachse ausgelegten Bahnschwellen aus Beton, Stahl, Holz oder Kunststoff befestigt. Schienen, Schwellen und Kleineisen (das sind die Befestigungsteile der Schiene auf der Schwelle) bilden zusammen ein Gleis. Die Gleise und die Bettung bilden den Oberbau einer Bahnstrecke.
In Abgrenzung zur Stromschiene oder Zahnstange werden gewöhnliche Schienen auch als Laufschiene oder Fahrschiene bezeichnet.

## Schienenprofil
Das Schienenprofil (auch Schienenform) ist die geometrische Festlegung des Schienenquerschnitts. Die heute üblichen Breitfußschienen setzen sich aus einem Schienenkopf, einem Schienensteg und einem Schienenfuß zusammen. Der Schienenkopf stellt die Lauf- und Führungsfläche der Eisenbahnräder dar und muss deshalb in seiner Form so ausgebildet sein, dass bei günstigen Berührungsverhältnissen eine hohe Lebensdauer der Schiene gewährleistet ist. Die Lauffläche des Schienenkopfs bildet die sogenannte Schienenoberkante, die Führungsfläche zum Spurkranz des Rades hin, die sogenannte Fahrkante. Infolge des Eisenbahnbetriebs kommt es zu einer Abnutzung des Schienenkopfs. Der Schienensteg stellt die Verbindung zwischen Schienenkopf und Schienenfuß dar. Die Stegbreite muss demnach so dimensioniert sein, dass eine ausreichende Tragfähigkeit, Biegesteifigkeit, Verschleißfestigkeit und Korrosionsfestigkeit gewährleistet ist. Der Schienenfuß wiederum ist für die Übertragung des Schienendrucks auf die Schienenunterstützung verantwortlich und muss folglich eine große Fußbreite aufweisen, um die zulässige Flächenpressung nicht zu überschreiten und die Standsicherheit zu gewährleisten.

## Geschichte

### Anfänge

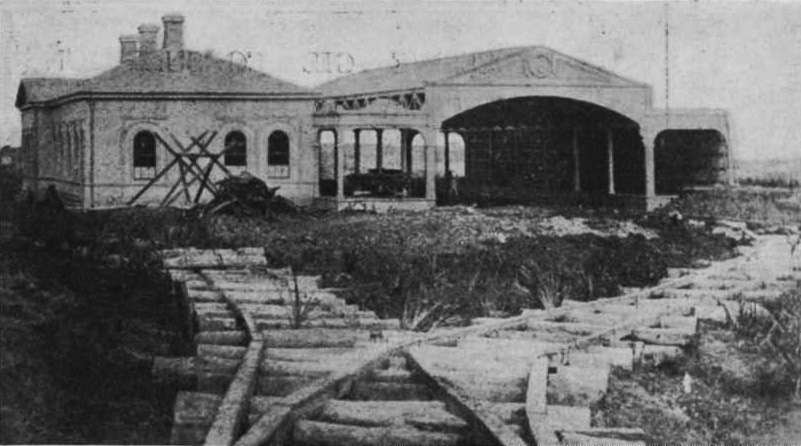
Bahnhof von Invercargill, Neuseeland, vor 1868: Holzgleise, wie sie 1864 auf der Strecke nach Makarewa eingebaut wurden

Um die Fahreigenschaften von Pferdekarren bei schlechtem Untergrund zu verbessern, entwickelte man schon im 17. Jahrhundert „Schienensysteme“ aus Holz. Diese Holzschienen verhinderten das Einsinken der Wagenräder und ermöglichten somit das Befördern von schweren Lasten unabhängig von der Beschaffenheit des Untergrunds. Leider erwiesen sich diese Holzschienen als nicht sehr dauerhaft, worauf man begann, nach anderen geeigneten Materialien zu suchen. In England wurden während der Industrialisierung mit seiner aufstrebenden Eisen- und Stahlherstellung neue Schienensysteme entwickelt. Die ersten eisernen Schienen für Schienenbahnen waren vergleichsweise dünne Blechstreifen, die auf längs zur Fahrtrichtung parallel liegende „Straßbäume“ aufgenagelt wurden, um die Standfestigkeit zu erhöhen und den Verschleiß zu mindern.
Infolge von Absatzproblemen hatte im Jahre 1767 Richard Reynolds, einer der Besitzer der Coalbrookdale-Eisenhütte, Gusseisenbarren in Plattenform auf Lager. Um diese zwischenzeitlich sinnvoll nutzen zu können, ließ er damit verschlissene Holzbohlenschienen der Hüttenbahn auslegen, wo sie den beabsichtigten Zweck hervorragend erfüllten. Dies wird als Geburtsstunde der Eisenschienen für Fahrzeugräder angesehen. Ab 1795 zogen im englischen Derbyshire Pferde Wagen über Eisenschienen, die Kohlebergwerke und eine Keramikmanufaktur mit einem Kanal verbanden. Die erste Dampflokomotive der Welt rollte 1804 über Schienen eines Bergwerks in Südwales.

### Historische Entwicklung
Eine Übersicht der internationalen Schienenprofile hat Charles Couche (1815–1879), Generalinspekteur, Autor und Professor für Bauwesen und Eisenbahnwesen an der Nationalen Schule für Bergbau in einer seiner vielen Abhandlungen über technische Neuerungen zusammengestellt.

#### Winkelschiene

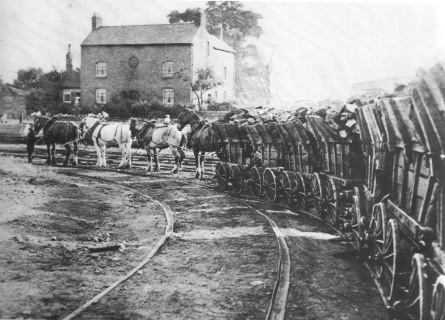
Pferdebespannte Kohlebahn auf Winkelschienen, Little Eaton Gangway, England, 1908

John Curr führte 1776 im Steinkohlenbergbau in den Kohlegruben von Sheffield Winkelschienen ein. Diese ersten Schienen hatten den Vorteil, dass Fahrzeuge mit normalen Rädern auf ihnen fahren konnten und nicht allein auf die Schienenführung angewiesen waren.

In den ersten Jahren des 20. Jahrhunderts lief die historische Verwendung von Winkelschienen aus. Mit dem Einsatz luftbereifter Spurfahrzeuge hat sie inzwischen eine örtlich begrenzte Renaissance erfahren: Die Wagen der 1989 eingerichteten automatischen Standseilbahn Poma 2000 im nordfranzösischen Laon fuhren auf L-Profilen, sie wurden durch deren seitlich hochstehende Kanten auf diesen Schienen gehalten.

#### Pilzschiene
Eine der ältesten Stahlschienenformen überhaupt bestand nur aus dem verdickten Schienenkopf mit der Lauffläche und einem senkrechten Steg zur Versteifung und Befestigung. Die Befestigung bestand aus einer Einspannung in besonders geformte Steinquader. Es handelt sich hierbei also um eine Unterform der Stuhlschiene. Wegen ihrer Querschnittsform wurden diese Schienen auch Kopf-und-Steg-Schienen oder Pilzschienen genannt. Der senkrechte Steg bot nur wenig Durchbiegungswiderstand, sodass im Laufe der Entwicklung auch an der Unterseite der Schiene eine Verdickung angebracht wurde. Diese Entwicklung führte zunächst zu der unten beschriebenen Doppelkopfschiene und später, nach systematischen Versuchen, zu der noch heute gebräuchlichen Vignolschiene.

#### Flachschienen

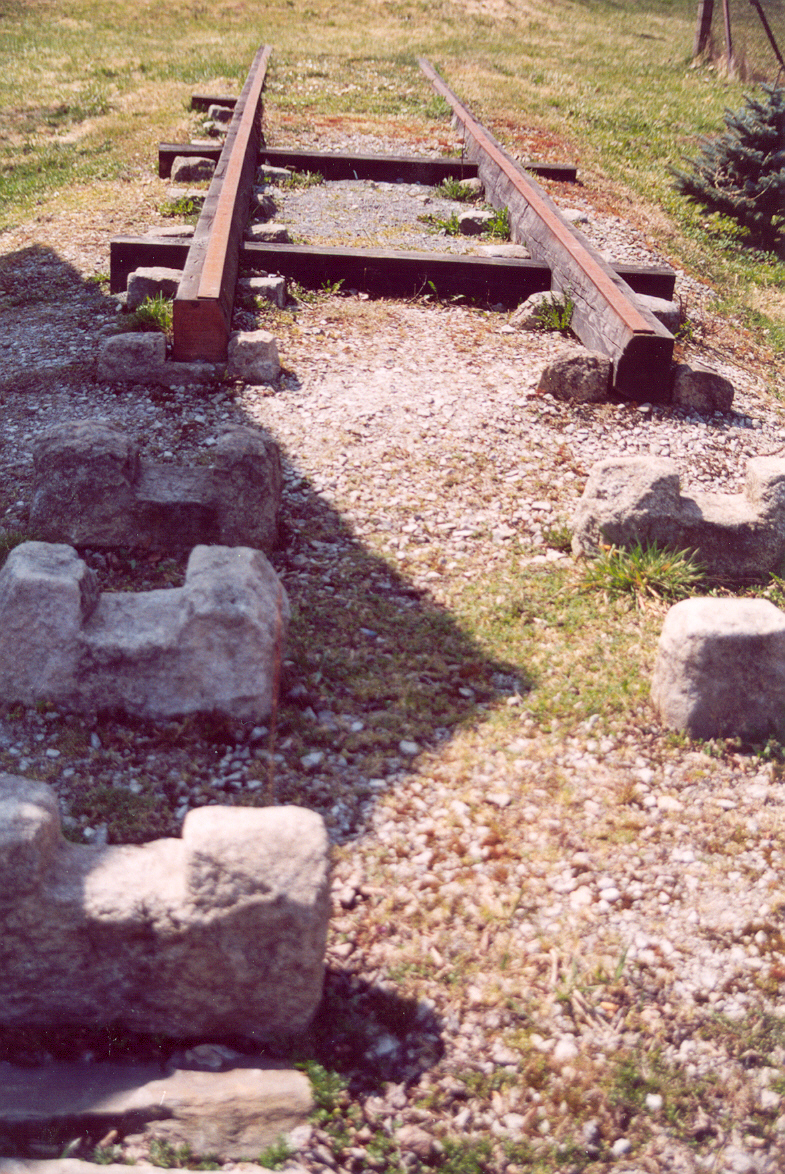
Flachschienen der Pferdeeisenbahn Budweis–Linz–Gmunden

Flachschienen bestehen aus Walzeisen und wurden vor allem in der Frühzeit der Eisenbahn in Amerika verwendet. Sie bestanden ursprünglich aus 50 bis 70 mm breiten und 12 bis 20 mm dicken Flacheisen, die in Abständen von 300 bis 500 mm mit versenkten Löchern versehen und mit Nägeln oder Holzschrauben auf hölzernen Langschwellen befestigt wurden. Ein wesentlicher Nachteil der Flachschienen war ihre geringe Steifigkeit, wodurch sie sich an den belasteten Stellen stark in das Holz eindrückten und an anderen Stellen durchbogen. Dies führte dazu, dass sich die Befestigungsmittel leicht lockerten oder die versenkten Schraubenköpfe abbrachen, sodass die Schienen nicht mehr gehalten werden konnten und neue Löcher neben den alten gebohrt werden mussten.:S. 220-221
Um diese Probleme zu beheben, wurden die Schienen entweder durch eine Winkelrippe verstärkt oder mit einem niedrigeren Seitenflansch versehen, in den die Nägel mit versenkten Köpfen eingeschlagen wurden. Im Jahr 1877 wurden Flachschienen auf Bahnen mit Lokomotivbetrieb nicht mehr verwendet, aber sie wurden weiterhin in verschiedenen Profilen für Straßen- und Pferdebahnen eingesetzt.:S. 220-221

#### Fischbauchschiene
Wegen der relativ leichten Fahrzeuge hatten frühe Eisenbahnschienen wesentlich weniger Auflagepunkte als heute. Üblich waren Stützpunktabstände von ca. einem Meter. Da es andererseits noch nicht möglich war, lange Schienenprofile zu walzen, wurden vielfach gusseiserne Schienen von einem Meter Länge verwendet. Dies bedeutet, dass diese Schienen nur an ihren beiden Enden auflagen. Mit zunehmenden Radsatzlasten führte dies zu immer größeren Durchbiegungen der bis dahin verwendeten Pilzschienen, die zu unruhigem Fahrzeuglauf und erhöhtem Verschleiß führten.
In Anlehnung an das beim Brückenbau geläufige Prinzip des Fischbauchträgers wurde gegen 1789 von William Jessop die Fischbauchschiene entwickelt. Es handelt sich dabei um ein jeweils etwa einen Yard (ca. 91 cm) langes Schienenstück, dessen Höhe an der Unterseite von den Enden zur Mitte hin stetig zunimmt, wodurch ein höheres Durchbiege-Widerstandsmoment erreicht wird. Allerdings ist der Materialverbrauch für Fischbauchschienen relativ hoch; auch lassen sie sich nicht durchgehend walzen. Mit der Einführung kürzerer Stützpunktabstände und der Möglichkeit, längere Schienenstücke zu walzen, wurde diese historische Schienenform aufgegeben.

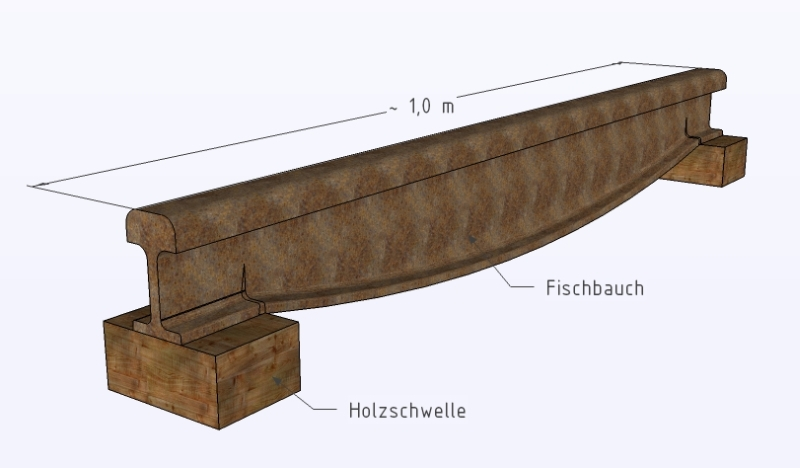
Fischbauchschiene
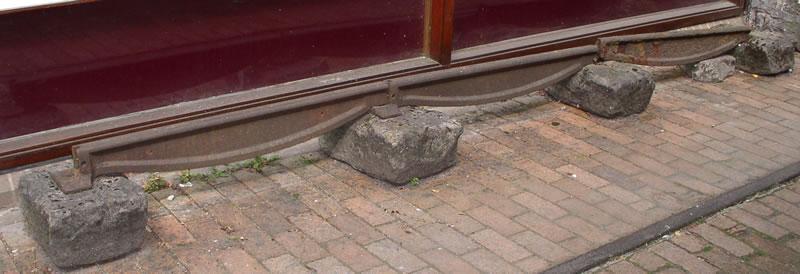
Fischbauchschiene auf Steinblöcken, Cromford and High Peak Railway, England, 1831

#### Brück-, Brunel- und Barlowschiene
Im Jahr 1835 erfand Strickland in Amerika die Brückschiene. Sie wurde auch Brunel-Schiene genannt, nach dem Ingenieur Isambard Kingdom Brunel, der sie 1836 in großem Umfang bei der Great Western Railway einsetzte. Die Brückschiene hatte einen Querschnitt ähnlich einem senkrecht durchgeschnittenen Hut, mit einer in der Regel ebenen, seltener gewölbten Fahrfläche. Der Hohlraum zwischen den beiden Stegen war gewöhnlich nach oben hin verengt, um die Stabilität zu erhöhen und das Walzen zu erleichtern. Gelegentlich war dieser Raum jedoch von konstanter lichte Weite und verjüngte sich häufiger nach unten, um bei gleichbleibender Gesamtbreite eine größere Aufstandsfläche zu erhalten. Im Vergleich zur Flachschine war diese steifer und ermöglichte daher höhere Radsatzlasten. Brunelschienen wurden ursprünglich meist wie Flachschienen auf hölzernen Langschwellen befestigt, später kamen sie jedoch auch auf Querschwellen zur Anwendung, mussten dann aber viel schwerer konstruiert werden.:S. 221
Ursprünglich bestanden die Schienen aus zähem, weichem Eisen, das jedoch dem Druck der Räder nicht lange standhielt. Deshalb wurde später Bessemerstahl verwendet.
Eine weiter entwickelte Form konzipierte 1849 William Henry Barlow – die gewalzte Barlow-Schiene mit ebenfalls hutförmigem Querschnitt, jedoch erheblich verstärkter Lauffläche. Sie war das erste Langschwellensystem, das ohne Holzlangschwellen direkt in der Bettung verlegt wurde. Da die Bettung in die Höhlung der Schiene eintritt wurden nur alle 5 bis 6 m an den Schienenstößen Querverbindungen vorgesehen. Eingesetzt wurden Barlow-Schienen unter anderem bei verschiedenen Eisenbahnen in England (Midland Railway, Bahnstrecke Dublin–Belfast und Bahnstrecke Dublin–Ulster), auf der französischen Midibahn (Bahnstrecke Bordeaux–Cette und Narbonne–Perpignan) und auf der Ferrocarril del Sud.:S. 292

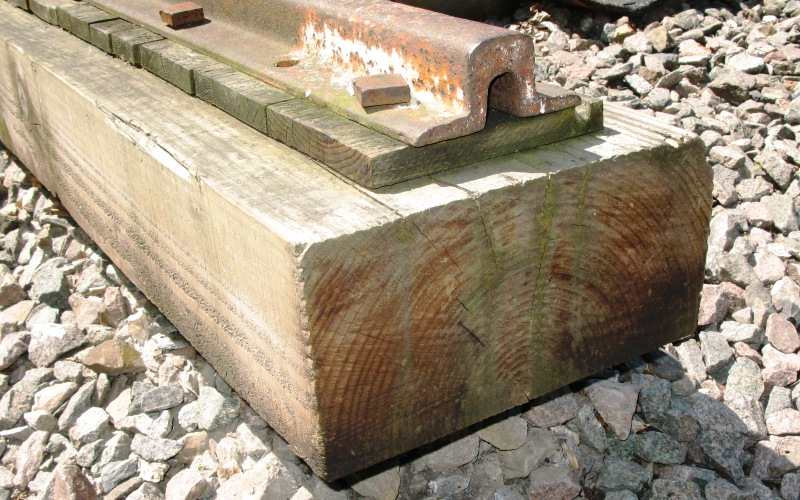
Brückschiene auf Holzlangschwelle
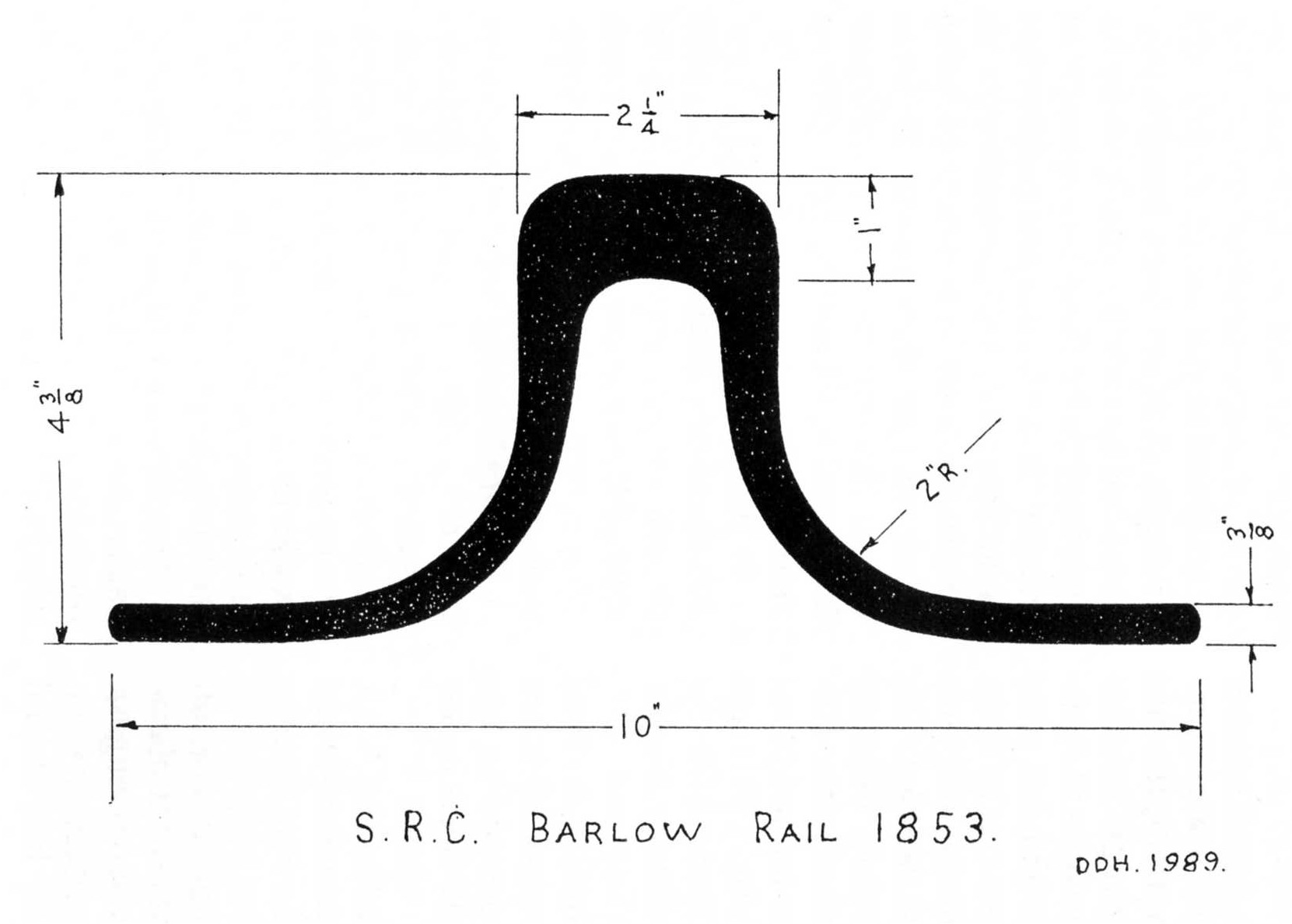
Querschnitt einer Barlow-Schiene, vormals benutzt bei der Sydney Railway Company

#### Sattelschiene
Die Sattelschiene, auch Seaton'sches System genannt, wurde 1856 in England auf der Great Western Railway eingeführt. Diese Schiene wurde auf Langschwellen mit dreieckigem Querschnitt befestigt, die ihrerseits mit ihrer breiten Basis auf ebenfalls dreieckigen Querschwellen auflagen. Die dreieckige Form bot eine größere Aufstandsfläche, aber eine geringere Steifigkeit im Vergleich zu rechteckigen Querschnitten. Ein wesentlicher Vorteil der Sattelschiene liegt in der besseren Wasserableitung, wodurch die Haltbarkeit und Stabilität der Schiene verbessert wurde.:S. 221

#### Keilkopfschiene
Keilkopfschienen sind den Vignolschienen sehr ähnlich. Im Gegensatz zu diesen sind die Flanken der Schienenköpfe keil- bzw. trapezförmig abgeschrägt, sodass der Querschnitt des Schienenkopfes nach unten hin abnimmt. Keilkopfschienen kommen vornehmlich bei Bergbahnen zum Einsatz. Als Fahrschienen werden sie beispielsweise bei der Reichenbachfallbahn in Meiringen verwendet, die über eine zusätzliche Zangenbremse verfügen, deren beiderseits am Schienenkopf angreifenden Bremsbacken sich gewissermaßen unverlierbar an der Schiene anklammern. Bei der Pöstlingbergbahn in Linz waren Keilkopfschienen bis zur Erneuerung im Jahr 2009 im Einsatz. Zahnstangen des Systems Strub werden aus Keilkopfschienen mit erhöhtem Kopf gefräst.

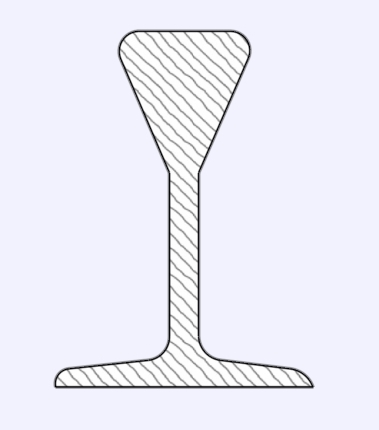
Profil der Keilkopfschiene
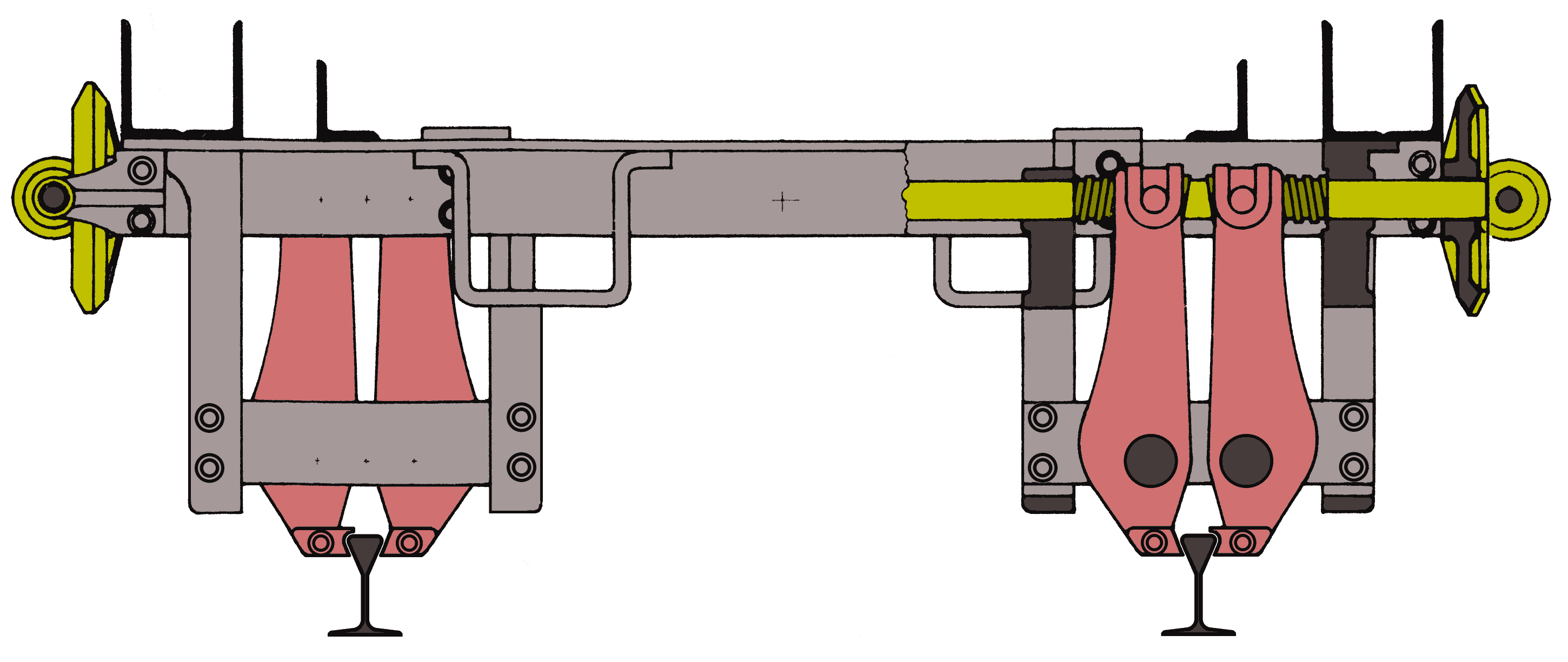
Schema der Zangenbremse

#### Doppelkopfschiene
Eingebaute Schienen werden nur auf der Innenseite von den Radsätzen angefahren, also einseitig abgenutzt. Zur Erhöhung der Lebensdauer dreht man auf schwach befahrenen Gleisen die Schienen oder tauscht sie gegeneinander aus, sodass die noch intakte Außenkante der Schiene nun innen zu liegen kommt. Mit Doppelkopfschienen sollte die Lebensdauer der Schienen weiter erhöht werden, indem ein symmetrisches Profil mit je einem Schienenkopf an Ober- und Unterseite verwendet und mittels Schienenstühlen befestigt wurde. Somit erhielt man vier Einbaumöglichkeiten, indem die beiden Schienenköpfe nacheinander als Lauffläche genutzt und zusätzlich die Schienen nach dem beschriebenen Verfahren gegeneinander getauscht wurden. Die Erfahrungen zeigten jedoch, dass die Schienen mit dem damaligen Material schon brüchig wurden, bevor sie zur mehrmaligen Nutzung gedreht werden konnten.
Später wurden auch Varianten der Doppelkopfschiene entwickelt, die zwar nicht mehr gewendet werden konnten, weil der Kopf auf einer Seite abgeflacht war, sich aber trotzdem in den vorhandenen Schienenstühlen für Doppelkopfschienen einbauen ließen. Diese im Englischen als Bull Head Rail, also „Stierkopfschiene“ bezeichneten Schienen waren weit bis ins 20. Jahrhundert hinein die Standardschienen in Großbritannien, sie sind auf geringbelasteten Strecken in Großbritannien, Irland und Frankreich und selbst auf Teilstrecken von London Underground noch immer im Einsatz.

Doppelkopfschiene (2), 1 = Radreifen mit Spurkranz, 3 = Schienenstuhl, 4 = Holzschwelle
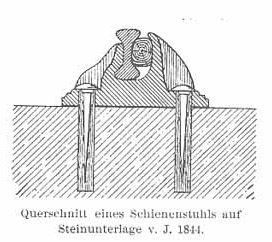
Doppelkopfschienen in Schienenstühlen gehörten zu den ersten eisernen Schienensystemen.
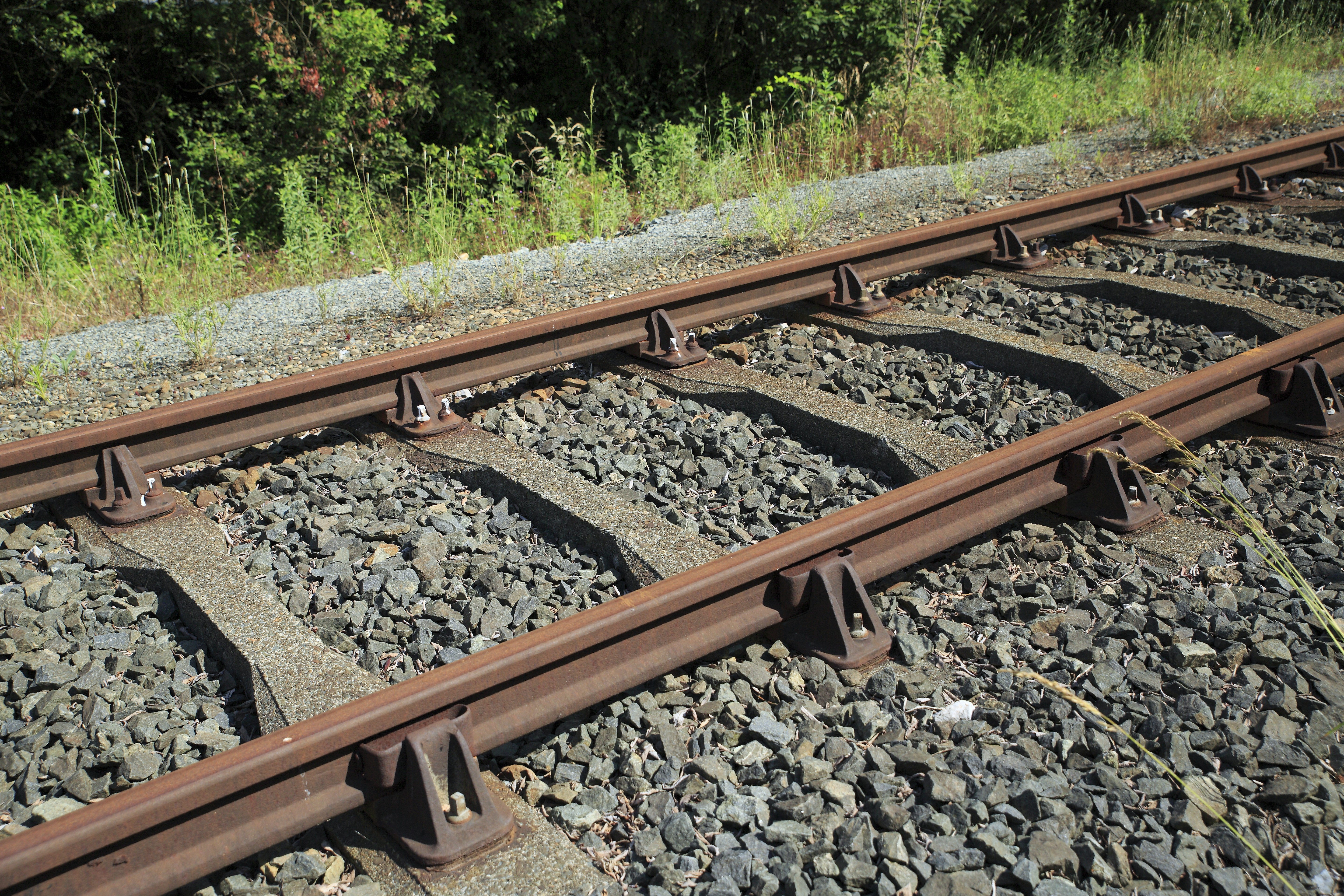
Stuhlschienenoberbau mit Doppelkopfschienen auf Betonschwellen in La Barthé-Avezac, Frankreich

#### Haarmanns Schwellenschiene
August Haarmann entwickelte ein Konzept von einem längs symmetrisch zweigeteilten Schienenprofil mit unterhalb quer zur Längsrichtung angebrachten T-Eisen„schwellen“. Mit der Längsteilung sollten an den Schienenstößen durch geringfügig überlappenden Zusammenbau ein ruhigerer Lauf der Schienenfahrzeuge ermöglicht werden. Von Haarmann stammen auch die aus zwei bis drei Einzelprofilen zusammengesetzten Zwillings- und Drillingsschienen, die vor der Einführung von einteilig gewalzten Rillenschienen in Straßenbahnnetzen verwendet wurden.

#### Entwicklung der Rillenschiene
Nachdem bereits 1832 die weltweit erste Straßenbahn in New York verkehrte, ergab sich das Problem, dass die Schienenköpfe der Vignolschienen aus der Fahrbahn herausragten und die übrigen Verkehrsteilnehmer behinderten. Für die erste Straßenbahn Europas, die Straßenbahn Paris, meldete hingegen der Ingenieur Alphonse Loubat 1852 ein Patent auf U-förmige und in der Fahrbahn versenkte Schienen an, die auf Langschwellen aufgenagelt ohne Überstand in die Fahrbahn eingebaut werden konnten. George Broca, der Direktor der Tramways du Nord in Paris, erfand und patentierte 1876 eine stählerne Straßenbahn-Rillenschiene mit flachem Fuß, die in Walzwerken hergestellt werden konnte.
Vor der Erfindung der Rillenschiene als Einzelprofil wurden häufig zwei Vignolschienen mit Futterstücken nebeneinander verschraubt (Haarmann-Schiene, vergleichbar mit der noch für Überwege genutzten Bauart Lindau), oder ein spezielles Winkelprofil (Spurrillenschiene) wurde seitlich an einer Vignolschiene angeschraubt. Auch heute kommt diese Verfahrensweise teilweise zur Anwendung. Für Schienen S 49 und S 54 werden solche Profile noch gewalzt.
Die ersten einteiligen Rillenschienen wurden im Jahr 1880 bei der Phönix AG in Ruhrort für die Straßenbahn der Stadt Plymouth gewalzt. Durch die ungeschickte Formulierung des Phönix-Patentes nahmen nach und nach auch andere deutsche Stahlwerke wie die Gesellschaft für Stahlindustrie in Bochum 1884 und der Hörder Verein 1887 nach leicht abgewandelten Walzverfahren die Fertigung auf. Erst nach 1900 gelang es auch ausländischen Walzwerken, Vignol-Rillenschienen herzustellen. Nach dem ursprünglichen Hersteller wurde dieses Schienenprofil auch Phönixschiene genannt.

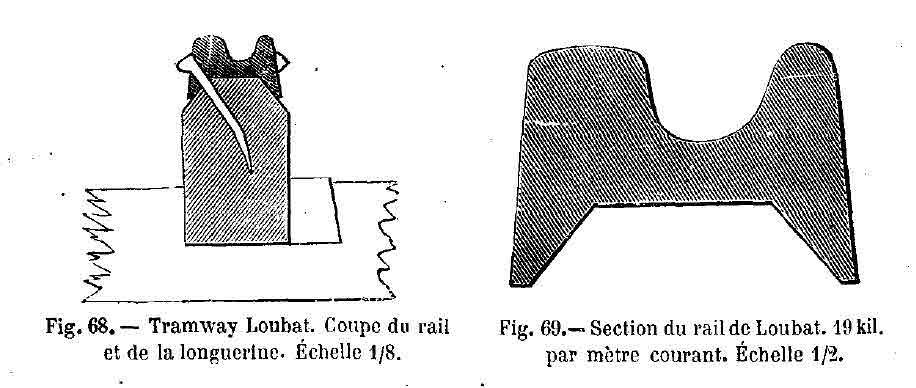
Frühe Rillenschiene nach dem System Loubat
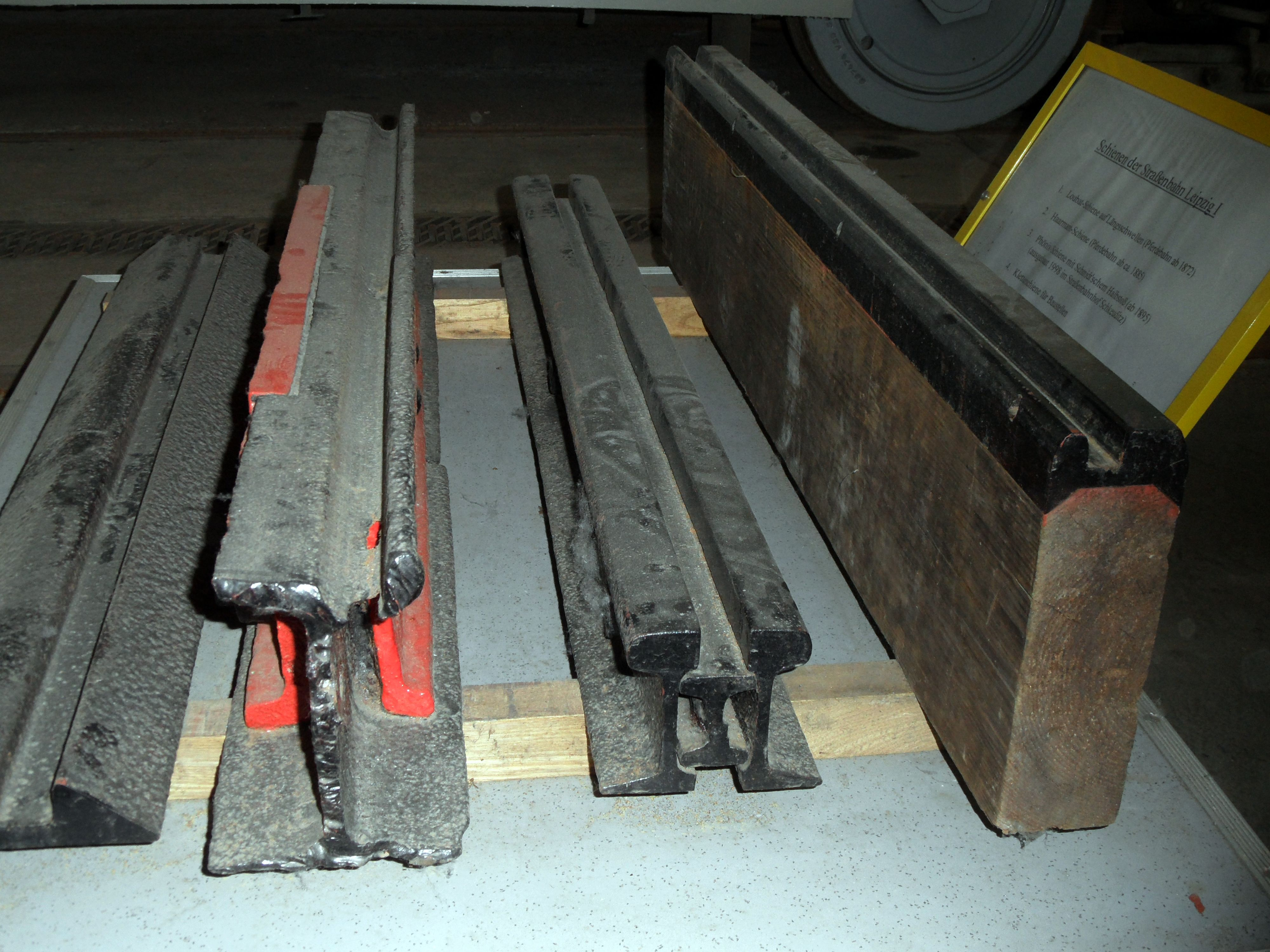
Historische Schienenprofile der Straßenbahn Leipzig
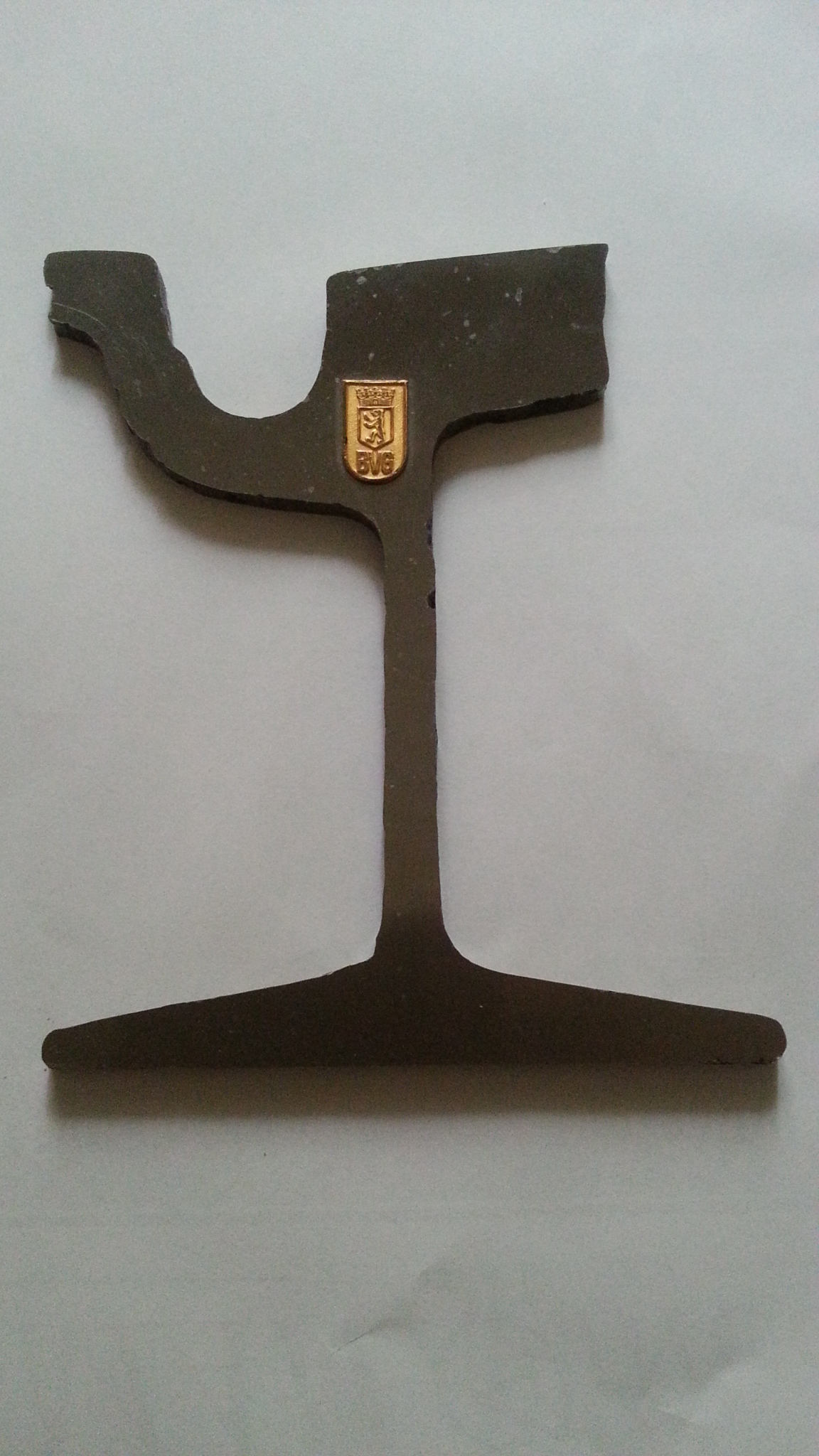
Querschnitt einer Rillenschiene der Berliner Verkehrsbetriebe

#### Vignol- oder Breitfußschiene
Für die bisher entwickelten Schienen mit flachem und pilzförmigem Querschnitt mussten zur Befestigung auf der Unterlage Schienenstühle verwendet werden. Um 1830 entwickelte der US-Amerikaner Robert Livingston Stevens die Breitfußschiene, die später Verbesserungen durch den Engländer Charles Vignoles erfuhr, nach dem sie benannt wird. Sie besteht aus einem breiten, flachen Fuß, der mit Schienennägeln oder -schrauben direkt auf den Schwellen befestigt wurde. Später wurden zur Verringerung der Schäden durch die Bewegung der Schienen sowie zur Neigung der Schienen nach innen eiserne Unterlegplatten verwendet. Auf dem Fuß steht senkrecht ein schmaler Steg, der an seinem oberen Ende den Schienenkopf trägt, der wiederum die Laufbahn für die Räder bildet.

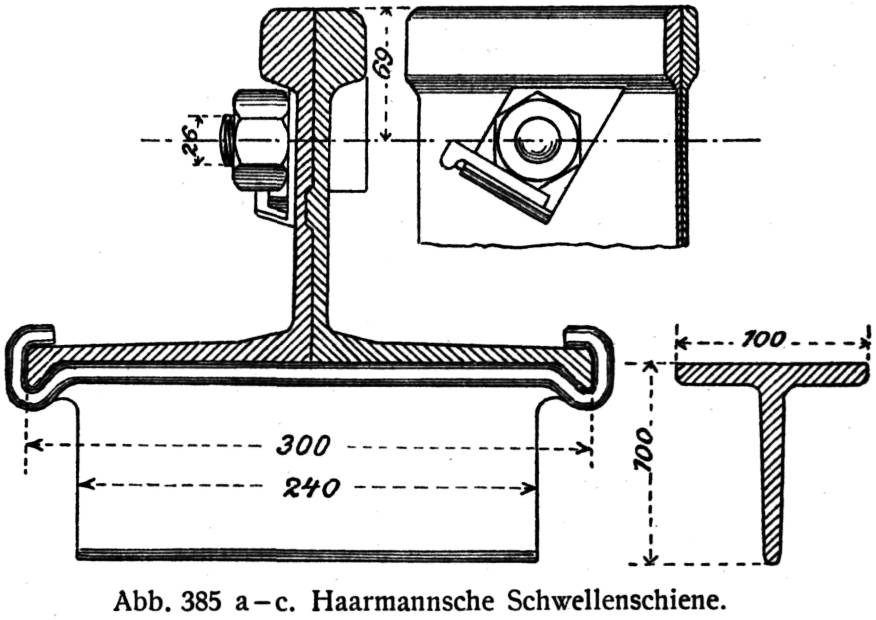
Haarmannsche Schwellenschiene, Querschnittszeichnung
Moderne Vignol- oder Breitfußschiene UIC 60

### Entwicklung zu den Standardprofilen

Entwicklung der Schienenprofile der Niederschlesisch-Märkischen Eisenbahn 1842–1867

In der zweiten Hälfte des 19. Jahrhunderts setzte sich bei den meisten in Deutschland, Russland, der Schweiz (abgesehen von der Lötschbergbahn) und Nordamerika, ebenso in Österreich und Italien die heute übliche Vignol- oder Breitfußschiene durch. Dagegen wurden in England noch lange Doppelkopfschienen benutzt. In Frankreich fanden sich Anfang des 20. Jahrhunderts beide Formen in großem Umfang.
Zunächst beschafften die meist privaten Bahngesellschaften Schienen nach eigenen Maßvorgaben bzw. aus dem Angebot der Walzwerke, die kaum mit den Schienen der benachbarten Bahnen austauschbar waren. In einer Übersichtstabelle aus dem Jahr 1871 sind allein bei den deutschen Bahnen 50 Schienenvarianten unterschiedlichster Abmessungen und Materialqualitäten aufgelistet. Die Schienenlängen lagen seinerzeit meist zwischen 6,00 und 7,00 m.
Nachdem die Bedeutung der Eisenbahnen als militärisches Transportmittel erkannt worden war, wurden erste Vorgaben zur Standardisierung aufgestellt. Gleichzeitig setzten in Deutschland Verstaatlichungsbestrebungen ein, um eine Kontrolle über die Eisenbahnen zu erlangen. Das bei der Niederschlesisch-Märkischen Eisenbahn 1867 eingeführte Regelschienenprofil mit einer Metermasse von 36,96 kg/m wurde bei weiteren Bahnen eingeführt, die unter preußischem Einfluss standen.
Die Konzentrationsprozesse wurden nach der Reichsgründung 1871 und insbesondere nach dem Gründerkrach 1873 weiter vorangetrieben. Die Schienenprofile wurden bei den größeren Bahngesellschaften nach Belastungsklassen standardisiert und schrittweise verstärkt.
Die Tabelle zeigt anhand einer Auswahl die Entwicklung preußischer Schienenprofile ab 1867 bis zum Regelprofil der Deutschen Reichsbahn S 49 in den 1920er Jahren.
| Bezeichnung Schienenform   | Masse kg/m  | Höhe mm | Kopfbreite mm | Stegbreite mm | Fußbreite mm | Anmerkungen                                          |
| -------------------------- | ----------- | ------- | ------------- | ------------- | ------------ | ---------------------------------------------------- |
| NME Form 7                 | 36,96       | 131     | 58            | 14            | 102          | Regelprofil der Niederschl.- Märk.-Eisenbahn ab 1867 |
| preuß. Form 5              | 24,39       | 115     | 53            | 10            | 90           | ab 1882, leichtes Profil                             |
| preuß. Form 6              | 33,40       | 134     | 58            | 11            | 105          | ab 1885                                              |
| preuß. Form 7              | 37,24       | 134     | 58            | 18            | 105          | ab 1890, verstärkter Steg                            |
| preuß. Form 8              | 41,38 41,00 | 138     | 72            | 14            | 110          | ab 1890                                              |
| preuß. Form 9              | 43,43       | 138     | 72            | 18            | 110          | ab 1891, verstärkter Steg                            |
| preuß. Form 15             | 45,05       | 144     | 72            | 14            | 110          | ab 1905                                              |
| preuß. Form 16             | 47,28       | 144     | 72            | 18            | 110          | ab 1905, verstärkter Steg                            |
| preuß. Form 17             | 43,85       | 140     | 65            | 14            | 125          | ab 1906                                              |
| Bayern X, württemb. Form E | 43,5        | 140     | 65            | 14            | 125          | ab 1895                                              |
| Bad. 140, Pfalz 140        | 43,8        | 140     | 65            | 14            | 125          | ab 1893/99, ab 1897                                  |
| S 33                       | 33,4        | 134     | 58            | 11            | 105          | siehe auch preuß. Form 6                             |
| S 41                       | 41,0        | 138     | 67            | 12            | 125          | im Zweiten Weltkrieg eingeführte Sparform            |
| S 45                       | 45,25       | 142     | 67            | 14            | 125          | ab 1926 bei der Berliner U-Bahn                      |
| S 49                       | 49,05       | 148     | 67            | 14            | 125          | ab 1922, Regelprofil der DRG                         |

Bei den preußischen Schienenprofilen gab es Varianten mit verstärktem Steg zum Einsatz in Tunneln, auf Brücken und im preußischen Blattstoß (überlappender Stoß).
Die Materialqualität wurde durch die Verwendung von Bessemer- oder Martin-Stahl verbessert. Außerdem wurde die Schienenlänge mehrfach auf Standardlängen wie 9, 12 oder 15 m vergrößert, um die Anzahl der Schienenstöße zu reduzieren.
Um 1900 führten die zunehmenden Lasten und der Wunsch nach höheren Geschwindigkeiten zu einer weiteren Verstärkung der Schienenprofile. Bei den süddeutschen Länderbahnen wurde ein Profil mit einer Höhe von 140 mm und einer Fußbreite 125 mm eingeführt. Diese Profilmaße wurden 1906 auch in die preußischen Profilliste aufgenommen.
| Entwicklung der Schienengewichte auf durchgehenden Gleisen in km | 1903   | 1924   | 1926   |
| ---------------------------------------------------------------- | ------ | ------ | ------ |
| Schienen unter 30 kg/m                                           | 5.031  | 2.411  | 1.488  |
| Schienen zwischen 30 und 35 kg/m                                 | 40.145 | 22.047 | 19.600 |
| Schienen zwischen 35 und 40 kg/m                                 | 14.444 | 4.573  | 3.814  |
| Schienen zwischen 40 und 45 kg/m                                 | 10.173 | 33.372 | 32.898 |
| Schienen über 45 kg/m                                            | 579    | 13.733 | 18.078 |
| Summe                                                            | 70.372 | 76.136 | 75.878 |

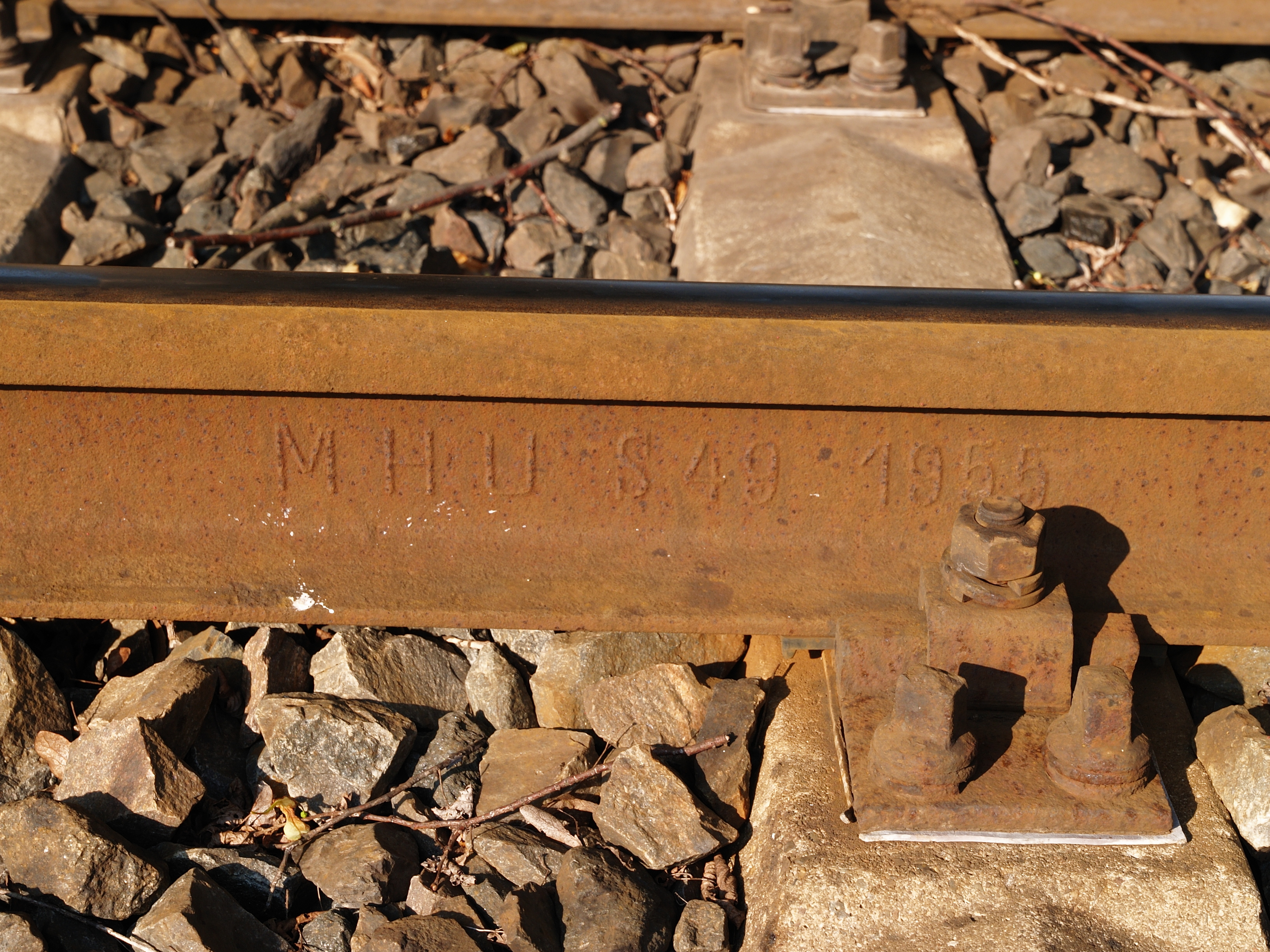
Walzzeichen MHU der Maxhütte (Unterwellenborn) auf einer Schiene S49 von 1955

Nach dem Ersten Weltkrieg stand die Deutsche Reichsbahn vor der Aufgabe, die große Menge der von den Länderbahnen übernommenen Schienenprofile zu vereinheitlichen und konnte dabei die Erfahrungen auswerten. Besonders hohe Nutzungszeiten von 20–25 Jahren wiesen laut Wulfert das württembergische Schienenprofil E und das badische Schienenprofil 1893/99 mit einer Höhe von 140 mm auf. Aufgrund dieser Erfahrungen wurde das neue Profil S 49 mit einer Metermasse von 49 kg/m entwickelt und zum Regelprofil der Deutschen Reichsbahn und ihrer Nachfolger von 1922 bis 1963 bestimmt. Neben dem Schienenprofil S 49 war zunächst noch eine leichtere Schiene S 45 vorgesehen, welche jedoch nur in geringerem Umfang verlegt wurde. Nach 1949 wurde das Profil S 45 nicht mehr gelistet. Dieses Reichsbahnprofil S 45a wurde bei der Berliner U-Bahn Ende der 1920er Jahre auf den Großprofil-Linien D und E (heute U8 und U5) eingebaut.
Das Schienenprofil S 41 wurde im Zweiten Weltkrieg zusammen mit dem vereinfachten Oberbau N unter dem Zwang der Stahlknappheit eingeführt, aber nach dem Krieg nicht weiter von den Staatsbahnen beschafft. Weitere Stahleinsparungen konnten im Zweiten Weltkrieg mit dem noch leichteren Profil S 33 erzielt werden, das sogar für die mit schweren Güterwagen befahrene Anschlussbahn zum Kraftwerk Alt Garge verwendet wurde.

### Schienenprofile nach 1949

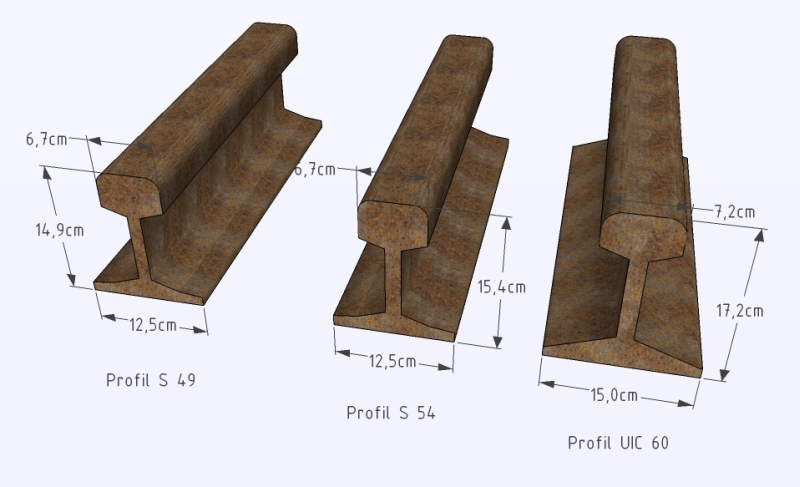
Standard-Schienenprofile S 49, S. 54 und UIC 60 mit Maßen

In Deutschland wurde 1965 die Norm DIN 5901-1 Schienen bis 20 kg/m und 1968 die Norm DIN 5902-1 Schienen über 20 kg/m veröffentlicht.
| Bezeichnung Schienenform | Masse kg/m | Höhe mm | Kopfbreite mm | Stegbreite mm | Fußbreite mm | Anmerkungen                                    |
| ------------------------ | ---------- | ------- | ------------- | ------------- | ------------ | ---------------------------------------------- |
| S 33                     | 33,4       | 134     | 58            | 11            | 105          | für Schmalspurbahnen, siehe auch preuß. Form 6 |
| S 41                     | 41,0       | 138     | 67            | 12            | 125          | bei vielen U-Bahnen                            |
| S 49                     | 49,05      | 149     | 67            | 14            | 125          | ab 1922, Regelprofil der DRG                   |
| S 54                     | 54,57      | 154     | 67            | 16            | 125          | ab 1963, Regelprofil der DB                    |
| UIC 60                   | 60,21      | 172     | 72            | 16,5          | 150          | ab 1970, für hochbelastete Strecken            |
| R 50                     | 50,50      | 152     | 70            | 14,5          | 132          | für Straßenbahnen                              |
| R 65                     | 64,64      | 180     | 75            | 18            | 150          | für hohe Lasten in den Netzen der OSShD-Bahnen |

Das Profil S 33 mit 33 kg/m entspricht in den Maßen dem preußischen Profil Form 6 und wurde zur Oberbausanierung von Schmalspurstrecken verwendet. Es wurde in den 1960er Jahren letztmals gewalzt. 
Das im Zweiten Weltkrieg eingeführte Sparprofil S 41, das einer Schiene S 49 mit verringerter Kopfhöhe entspricht, wurde nach dem Krieg nicht mehr von den deutschen Staatsbahnen beschafft. Es wurde aber nun bevorzugt in U-Bahn-Netzen mit eingeschränkter Höhe der Tunnelbauwerke eingesetzt.
In Nebengleisen und Anschlüssen sind auch noch aus der Länderbahnzeit stammende preußische Schienenprofile wie Form 8 vorhanden.
Das Schienenprofil S 49 ist bis heute noch auf vielen Strecken vorhanden, wird aber nur noch für weniger belastete Gleise eingebaut. Für Schmalspurbahnen, in Straßen- und U-Bahn-Netzen wird dieses Profil ebenfalls verwendet.
Ab 1963 wurde bei der Deutschen Bundesbahn das Standardprofil S 54 mit einer Metermasse von 54 kg/m eingeführt. Es entstand durch Verstärkung des Profils S 49, vor allem bei der Schienenkopfhöhe und der Stärke des Schienenfußes. Beide Profile weisen mit 125 Millimetern dieselbe Fußbreite auf und sind dadurch weitgehend gegeneinander austauschbar. Das Profil S54 findet man auf Hauptstrecken und in Bahnhofsgleisen. Es wurde aufgrund seiner größeren Stegbreite auch in Eisenbahntunneln mit hoher Korrosionsgefährdung verwendet.
Seit 1970 wird das Profil UIC 60 mit einem Metermasse von 60 kg/m in der Regel für hochbelastete Strecken verwendet, sowohl für hohe Achs- und Zuglasten als auch für hohe Geschwindigkeiten. Die Fußbreite dieses Profils beträgt 150 Millimeter.
Im Netz der Deutschen Reichsbahn in der DDR wurde für hohe Lasten das sowjetische Profil R 65 mit 65 kg/m eingebaut. Durch die Fußbreite von 150 Millimetern sind die Profile UIC 60 und R 65 ebenfalls im liegenden Gleis gegeneinander austauschbar.
Das der deutschen Schiene S 49 vergleichbare sowjetische Profil R 50 wurde vor allem in ostdeutschen Straßenbahnnetzen, aber beispielsweise auch bei der Windbergbahn nach Dresden-Gittersee benutzt.

## Heutige Schienenformen

### Vignolschienen ab 46kg/m
In Europa sind derzeit in der DIN EN 13674-1 die Nennmaße von 23 Schienenprofilen genormt (Stand 2024).
| Profil | Frühere Bezeichnung | Masse kg/m | Höhe mm | Kopfbreite mm | Stegbreite mm | Fußbreite mm | Anmerkungen                                                           |
| ------ | ------------------- | ---------- | ------- | ------------- | ------------- | ------------ | --------------------------------------------------------------------- |
| 46E1   | SBB I               | 46,17      | 145     | 65            | 14            | 125          | Regelprofil in der Schweiz                                            |
| 46E2   | U33                 | 46,27      | 145     | 62            | 15            | 134          | Regelprofil in Frankreich                                             |
| 46E3   | NP 46               | 46,66      | 142     | 73,72         | 14            | 120          |                                                                       |
| 46E4   | 46 UNI              | 46,9       | 145     | 65            | 14            | 135          | Regelprofil in Italien                                                |
| 49E1   | DIN S 49            | 49,39      | 149     | 67            | 14            | 125          | Regelprofil der DRG                                                   |
| 49E2   | S49 T               | 49,10      | 148     | 67            | 14            | 125          |                                                                       |
| 49E5   | –                   | 49,13      | 149     | 67            | 14            | 125          | Andere Schienenkopfwölbung im Vergleich zum Profil 49E1               |
| 50E1   | U50E                | 50,37      | 153     | 65            | 15,5          | 134          |                                                                       |
| 50E2   | 50EB-T              | 49,97      | 151     | 72            | 15            | 140          |                                                                       |
| 50E3   | BV 50               | 50,02      | 155     | 70            | 14            | 133          | Regelprofil in Schweden                                               |
| 50E4   | UIC 50              | 50,17      | 152     | 70            | 15            | 125          |                                                                       |
| 50E5   | 50 UNI              | 49,9       | 148     | 67            | 14            | 135          | Regelprofil in Italien                                                |
| 50E6   | U50                 | 50,90      | 153     | 65            | 15,5          | 140          | Regelprofil in Frankreich                                             |
| 52E1   | 52 RATP             | 52,15      | 150     | 65            | 15            | 150          |                                                                       |
| 54E1   | UIC 54              | 54,77      | 159     | 70            | 16            | 140          |                                                                       |
| 54E2   | UIC 54 E            | 53,82      | 161     | 67            | 16            | 125          | Bei der SBB als SBB IV bezeichnet                                     |
| 54E3   | DIN S 54            | 54,57      | 154     | 67            | 16            | 125          | Ab 1963 Regelprofil der DB                                            |
| 54E4   | –                   | 54,31      | 154     | 67            | 16            | 125          | Andere Schienenkopfwölbung im Vergleich zum Profil 54E3               |
| 54E5   | 54E1AHC             | 54,42      | 159     | 70,2          | 16            | 140          |                                                                       |
| 54E6   | –                   | 53,74      | 161     | 67            | 16            | 125          |                                                                       |
| 55E1   | U55                 | 56,03      | 155     | 62            | 19            | 134          | Regelprofil in Frankreich                                             |
| 56E1   | BS 113lb BR Variant | 56,3       | 158,75  | 69,85         | 20            | 140          |                                                                       |
| 60E1   | UIC 60              | 60,21      | 172     | 72            | 16,5          | 150          | Ab 1970 für hochbelastete Strecken, Bei der SBB als SBB VI bezeichnet |
| 60E2   | –                   | 60,03      | 172     | 72            | 16,5          | 150          | Andere Schienenkopfwölbung im Vergleich zum Profil 60E1               |

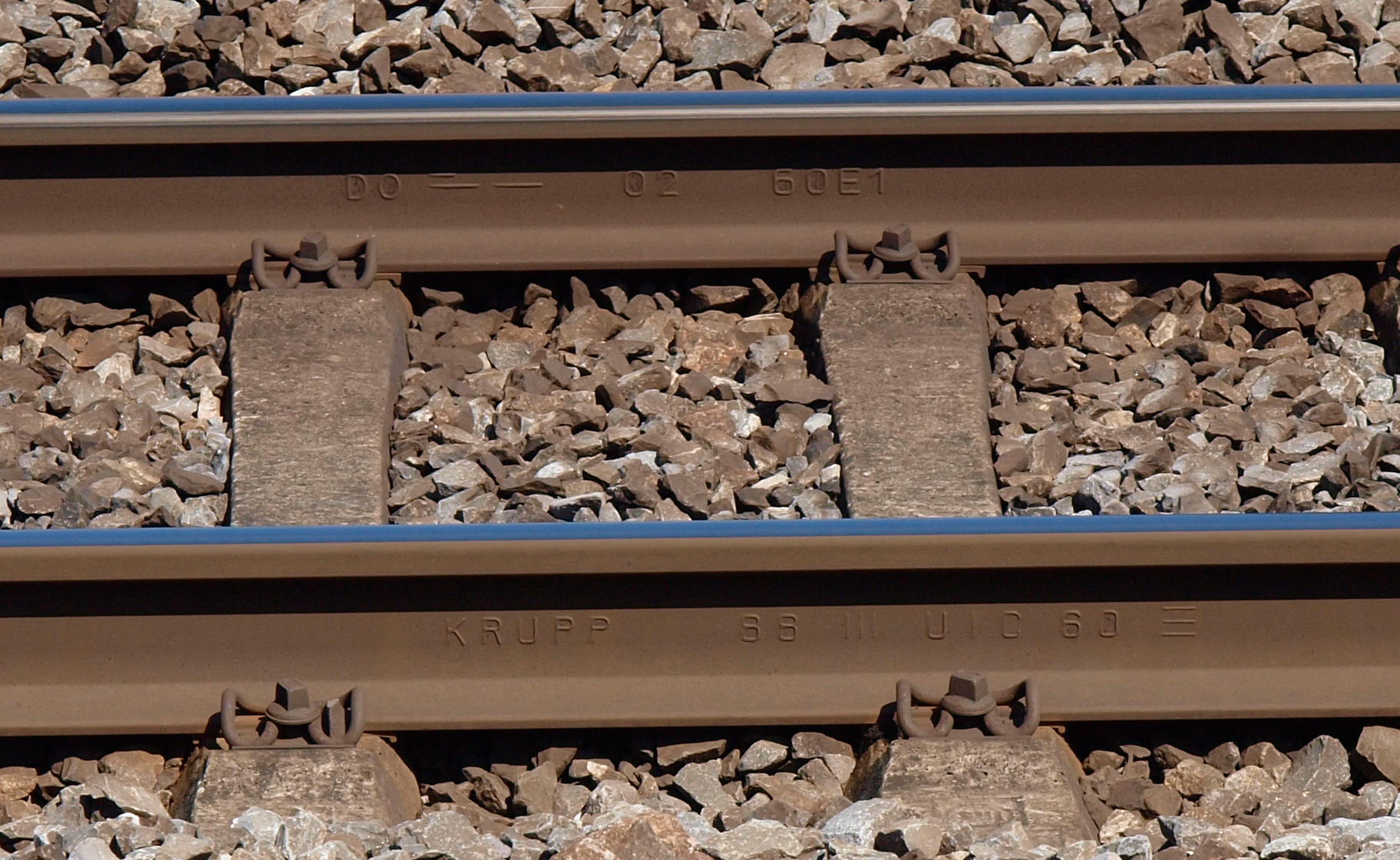
Schienenpaar mit unterschiedlichen Walzzeichen:
Vorne alte Reihenfolge: Hersteller (Krupp), Jahr und Monat (03.1988), Profil (UIC 60), Stahlgüte (R320Cr).
Hinten neue nach EN 13674-1: Hersteller (voestalpine Schienen Donawitz), Stahlgüte (R350LHT), Jahr (2002), Profil (EN 60 E1).

Im Bereich der Deutschen Bahn wird heute vorwiegend das Schienenprofil 54E4, auf Abschnitten mit hoher Belastung 60E2, auf Gleisen mit niedriger Belastung 49E5 eingesetzt.
Das mit dem deutschen Profil S 54 vergleichbare Profil UIC 54 wird vor allem im europäischen Ausland eingesetzt (z. B. in Spanien und den Niederlanden). Dieses Profil weist eine Fußbreite von 140 Millimetern auf, es erfordert deshalb besondere Unterlagen oder Schienenaufnahmen.
Um Verwechslungen und falsche Verwendungen zu vermeiden, wird in den Steg des Schienenprofils eine definierte Kennzeichnung mit Buchstaben und Ziffern mit aufgewalzt. Die aktuelle EU-Normvorgabe für dieses Walzzeichen ist beim Stand von 2024 die DIN EN 13674-1:2017-07 (D). Ältere Formen der Kennzeichnungen waren teilweise rein herstellerspezifisch.
In den USA wird das Profil 140-RE (70 kg/m) für stark belastete Strecken eingebaut.

### Vignolschienen bis 46kg/m
Neben den schweren Vignolschienen sind in Europa weitere 15 Schienenprofile mit einer Metermasse zwischen 27 kg/m und unter 46 kg/m festgelegt:
| Profil | Frühere Bezeichnung | Masse kg/m | Höhe mm | Kopfbreite mm | Stegbreite mm | Fußbreite mm | Anmerkungen |
| ------ | ------------------- | ---------- | ------- | ------------- | ------------- | ------------ | ----------- |
| 27E1   | 27 UNI              | 27,06      | 120     | 50            | 11            | 95           |             |
| 30E1   | S 30                | 30,13      | 108     | 60,3          | 12,3          | 108          |             |
| 30E2   | BS 60A              | 30,62      | 114,3   | 57,15         | 11,11         | 109,54       |             |
| 33E1   | S 33                | 33,47      | 134     | 58            | 11            | 105          |             |
| 35E1   | Xa                  | 35,76      | 125     | 58            | 12            | 110          |             |
| 36E1   | 36 UNI              | 36,35      | 130     | 60            | 14            | 100          |             |
| 36E2   | 36 kg (S-40)        | 36,59      | 128     | 58,27         | 13            | 115          |             |
| 36E3   | VST36               | 45,63      | 130     | 60            | 12            | 100          |             |
| 39E1   | BS 80A              | 39,77      | 133,35  | 63,5          | 13,1          | 117,41       |             |
| 40E1   | S41 R14             | 40,95      | 138     | 67            | 12            | 125          |             |
| 41E1   | S41 R10             | 41,24      | 138     | 67            | 12            | 125          |             |
| 43E1   | K43S                | 43,84      | 140,3   | 70            | 14,2          | 125          |             |
| 45E1   | BS 90A              | 45,11      | 142,88  | 66,67         | 13,89         | 127          |             |
| 45E2   | DSB 45              | 45,51      | 141     | 69,3          | 13,76         | 125          |             |
| 45E3   | RN45                | 44,73      | 142     | 66            | 15            | 130          |             |

### Weichenschienen

Weichenschienenprofile zur Herstellung einer UIC60-Weiche

Für Weichen wird möglichst dasselbe Schienenprofil wie für die anschließenden Gleise verwendet, bei unterschiedlicher Belastung der beiden Stränge das des höher belasteten.
Für den Bau von Weichen und Kreuzungen werden spezielle Schienenprofile verwendet. In Europa sind heute 33 radtragende Profile und 5 Radlenkerschienen festgelegt. Neben den entsprechenden Metermassen werden asymmetrische Schienen (Kennbuchstabe A), symmetrische Schienen mit dickem Steg (Kennbuchstabe T), symmetrische Schienen mit vollem Steg (Kennbuchstabe F) und asymmetrische Radlenkerschienen (Kennbuchstabe C) unterschieden.
Im Gegensatz zu normalen Gleisen stehen Weichenschienen aus konstruktiven Gründen in der Regel senkrecht. Deshalb wird vor und hinter den Weichen die Schienenneigung entsprechend angepasst, asymmetrische Schienen mit eingewalzter, geneigter Fahrfläche eingesetzt oder Betonweichenschwellen mit einer Schienenneigung wie in Gleisen genutzt.
In Deutschland werden beispielsweise Weichen der Schienenform UIC 60 aus den Weichenschienen 60E2A1 oder 60E2 (Fahrschienen, Backenschienen), 60E2A2 (Zungenschiene) und 33C1 (Radlenker) hergestellt. Die Profile 60E2A1 und 60E2A2 haben eine geneigte Fahrfläche und sind daher asymmetrisch. Die Walzzeichen kennzeichnen bei diesen Profilen die äußere, von der Gleismitte abgewandte Seite. Die Herstellung der Einzelteile einer Weiche aus Weichenschienenprofilen erfolgt durch spanende Bearbeitung (Fräsen, Hobeln).

### Rillenschienen

#### Beschreibung und Verwendung

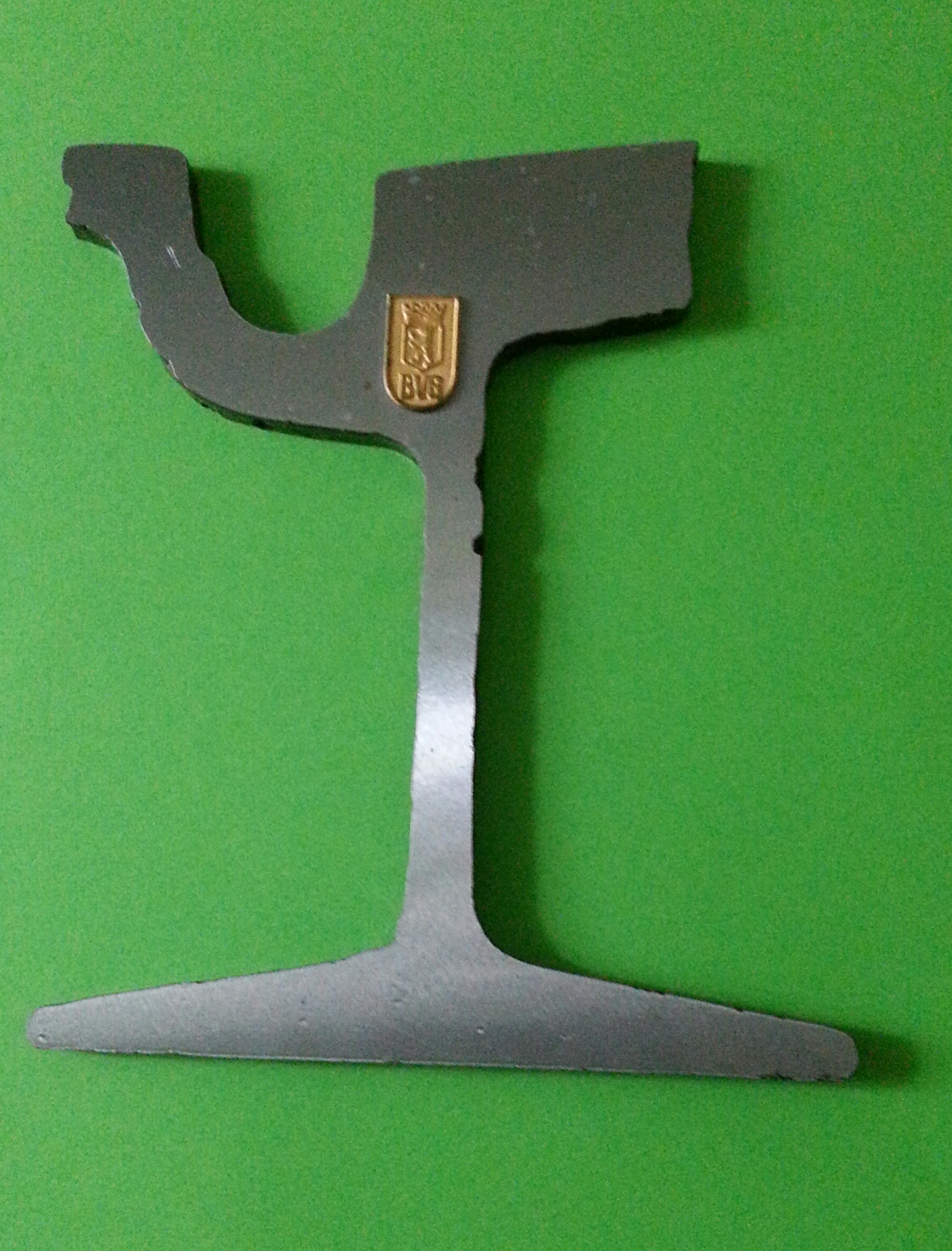
Rillenschiene der Berliner Verkehrsbetriebe

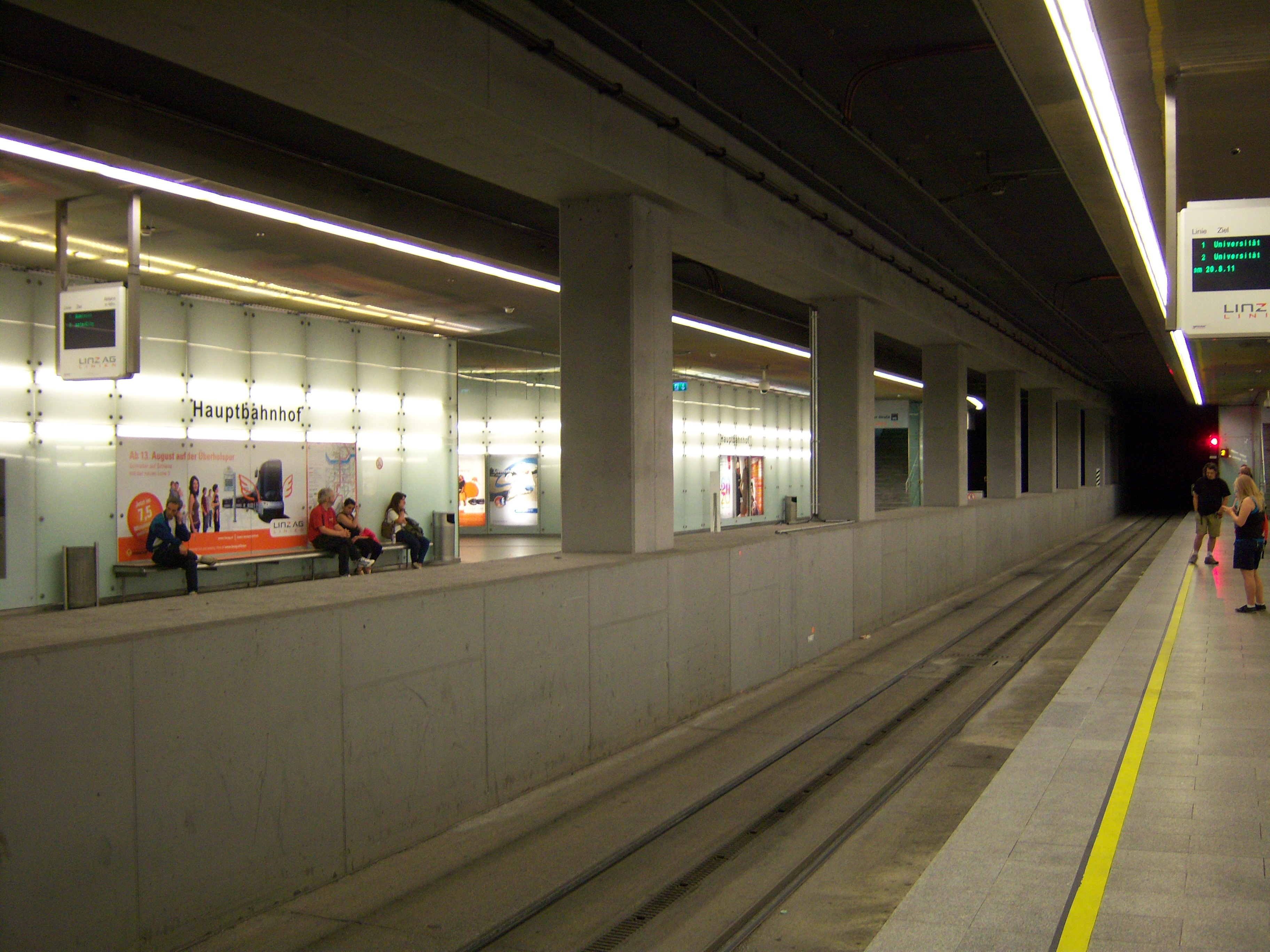
Der Linzer Straßenbahntunnel ist mit Rillenschienen und Betonfahrbahn ausgestattet, damit Rettungsfahrzeuge in den Tunnel einfahren können

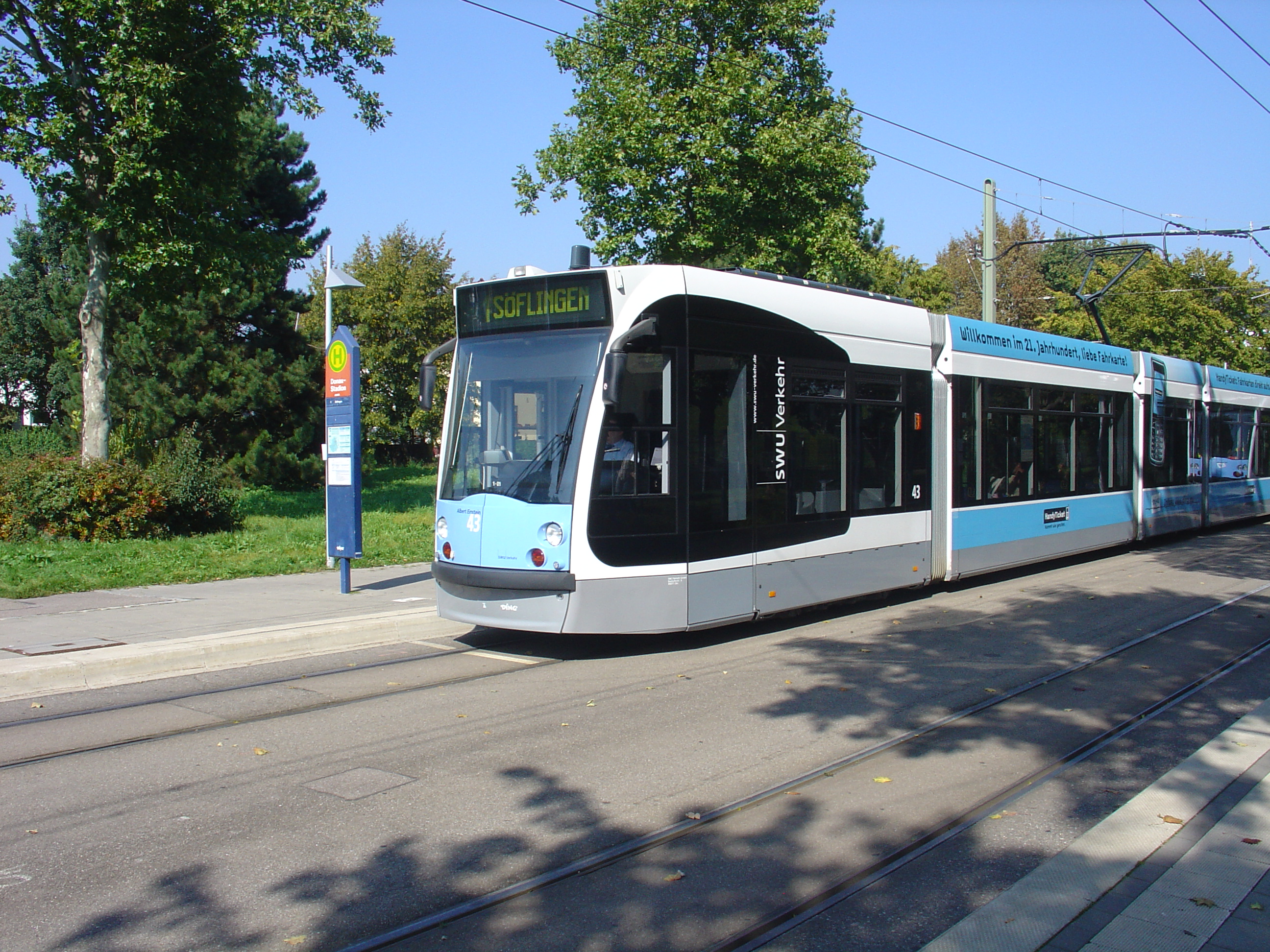
Ulm: Rillenschienen samt großem Gleisabstand ermöglichen im Störungsfall einen problemlosen Schienenersatzverkehr auf dem Gleiskörper der Straßenbahn

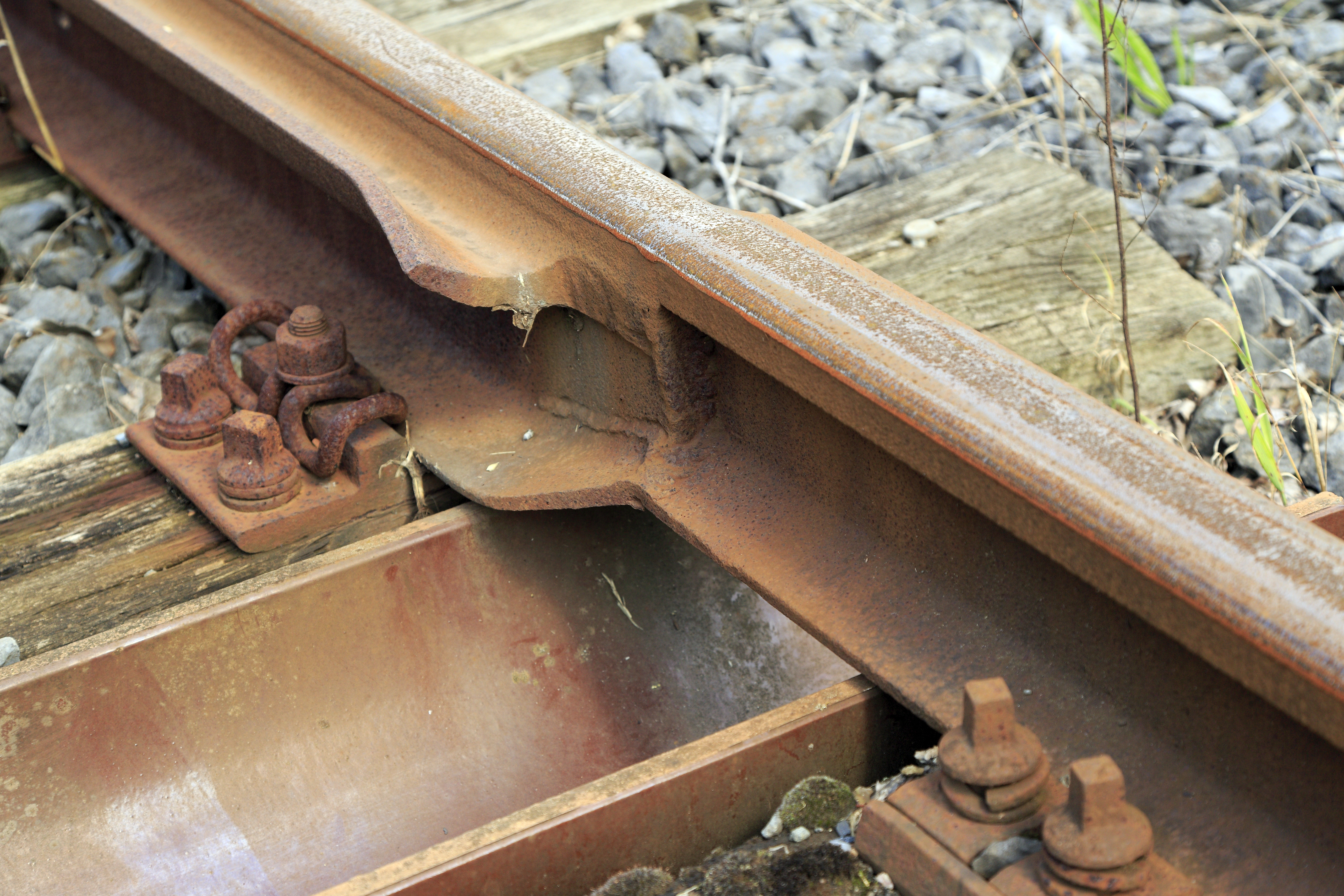
Übergangsschweißung zwischen Rillen- und Vignolschiene (Strecke Münster–Warstein bei Enniger)

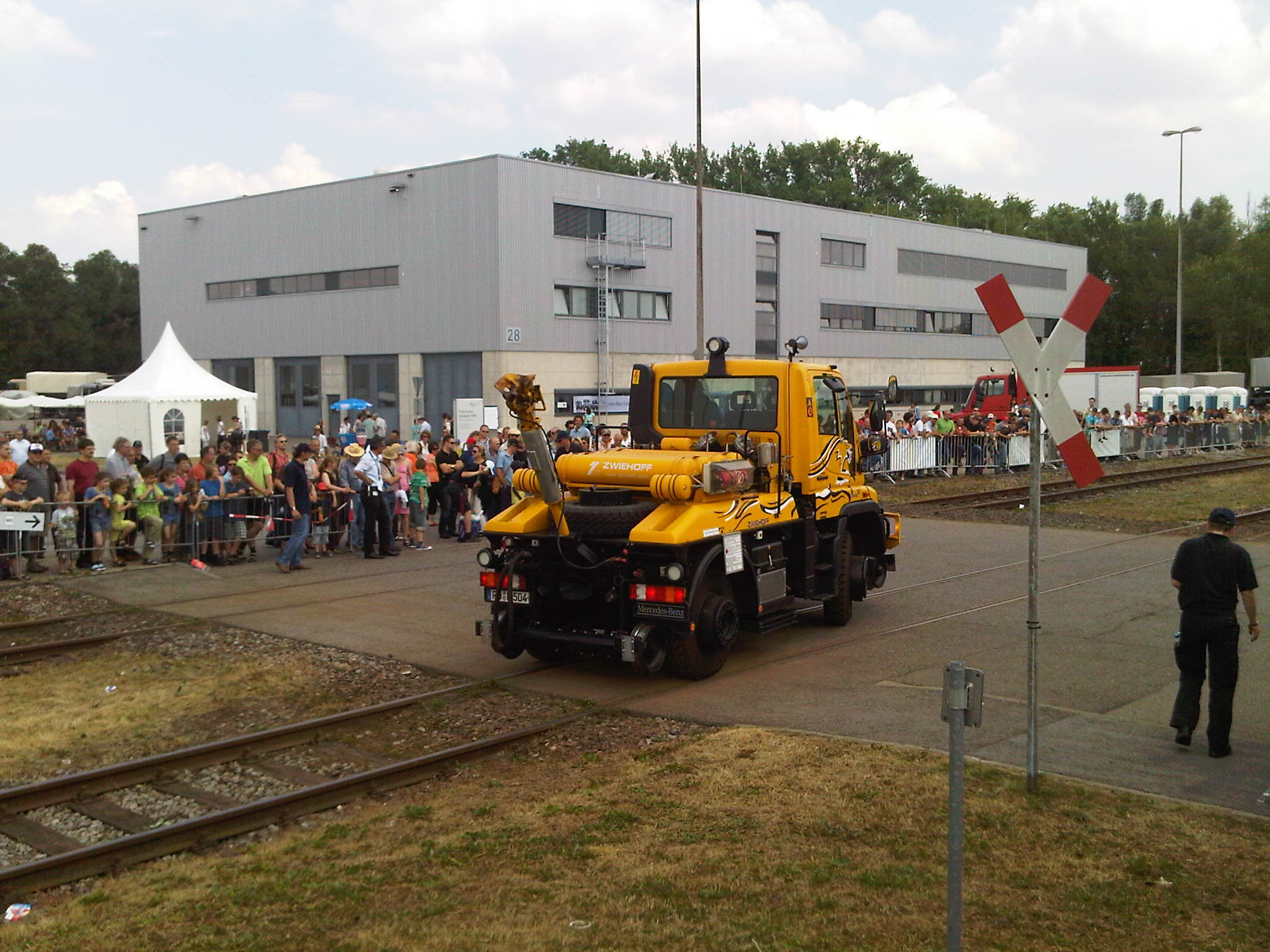
Ausgleisen eines Zweiwegefahrzeuges auf einem Bahnübergang

Die Rillenschiene ist eine insbesondere für Straßenbahngleise verwendete Sonderform der Breitfuß- oder Vignolschiene. Ihre Besonderheit ist die in den Kopf eingewalzte Rille, die unabhängig vom Zustand des bis zur Schienenoberkante reichenden Straßenbelags immer einen freien Kanal für den Spurkranz gewährleistet.
In Europa sind heute 26 Rillenschienenprofile und 7 Konstruktionsprofile für Weichen und Kreuzungen festgelegt.
Im Gegensatz zu den Vignolschienen ohne Rillen werden Rillenschienen nicht nur auf Schwellen in einer Schotterbettung, sondern oft auch auf betoniertem Untergrund verlegt und in ihm verankert. Der Schienenfuß ist dafür breiter (üblicherweise 180 mm) als bei Vignolschienen. Eine Sonderform des Rillenschienenoberbaues auf Beton sind die sogenannten Großverbundplatten, vor Ort auf dem vorbereiteten Planum nur noch abzulegende, vorgefertigte Gleisjoche (inklusive Straßenbelag).
Der Rillenkopf dient im Wesentlichen nur dem Anschluss an den Straßenbelag. Das ist vor allem wichtig, wenn das Rillenschienengleis durch schwere Straßenfahrzeuge, die die Kante des Straßenbelags beschädigen würden, überfahren wird. In engen Bögen stellt sich durch den Verschleiß nach einiger Zeit zusätzlich eine Rückflächenführung auf der bogeninneren Seite der Rille ein. Zur Erhöhung der Liegedauer werden in Bögen deshalb Schienen mit dickerem Rillenkopf verlegt.
 In den meisten Straßenbahnnetzen werden aufgrund der historischen Entwicklung schmalere Spurkränze und Radreifen benutzt; die Rillenweite der Schienen beträgt etwa 40 mm. In Eisenbahnnetzen verwendet man breitere Spurkränze und Radreifen; die Rillenweite von Eisenbahn-Rillenschienen beträgt etwa 60 mm.
Zur Ableitung von Oberflächenwasser sind bei Rillenschienen, die im Fahrbahnbelag eingebaut sind, in regelmäßigen Abständen Entwässerungsöffnungen und Wasserkästen vorhanden. Die Öffnungen werden erst nach Einbau der Schiene geschaffen. Das Säubern des Spurkanals von anderem Schmutz oder Sand wurde früher von Hilfsarbeitern erledigt, den sogenannten Ritzenschiebern. Heute erfolgt dies in den meisten Verkehrsbetrieben maschinell mit Schienenreinigungsfahrzeugen.
In der Vergangenheit war es bei vielen Straßenbahnbetrieben auch üblich, Rillenschienen auf offenem Querschwellenoberbau einzubauen. Gründe dafür waren einerseits die in der Regel besser an das Straßenbahnradreifenprofil mit kleinerem Ausrundungsradius zwischen Lauffläche und Spurkranzflanke angepasste Geometrie der Fahrkante und zum anderen der Verzicht auf die wegen der unterschiedlichen Höhe und Lage des Schienensteges aufwändigen Übergangsschweißungen zwischen Rillen- und Vignolschienen (die bei Straßenbahnbetrieben zur Unterscheidung auch Kopfschienen genannt werden). Besonders lange wurde nicht eingedeckter Rillenschienenoberbau in Bögen eingebaut. Man nahm an, dass die sich verschleißbedingt einstellende Rückflächenführung an der bogeninneren Schiene, vergleichbar mit Leitschienen bei Eisenbahnen, die Laufsicherheit verbessern würde. Diese Vermutung bestätigte sich jedoch nicht, abgesehen von sehr engen Bögen beispielsweise in Wendeschleifen.
Manche Eisenbahnverkehrsunternehmen fügen in ihre Strecken Eingleisstellen ein und verlegen auf diesen kurzen Abschnitten Rillenschienen. Zur Vermeidung des Wechsels zwischen Schienen ohne und mit Rillen – vor allem bei Versatz des Schienensteges – gibt es für derartige Abschnitte an rillenlose Schienen anschraubbare Zusatzprofile, oder es werden entsprechend profilierte Gummielemente oder entsprechende Überwegplatten, die am Rand entsprechend profiliert sind und auch bei Bahnübergängen verwendet werden, eingebaut.

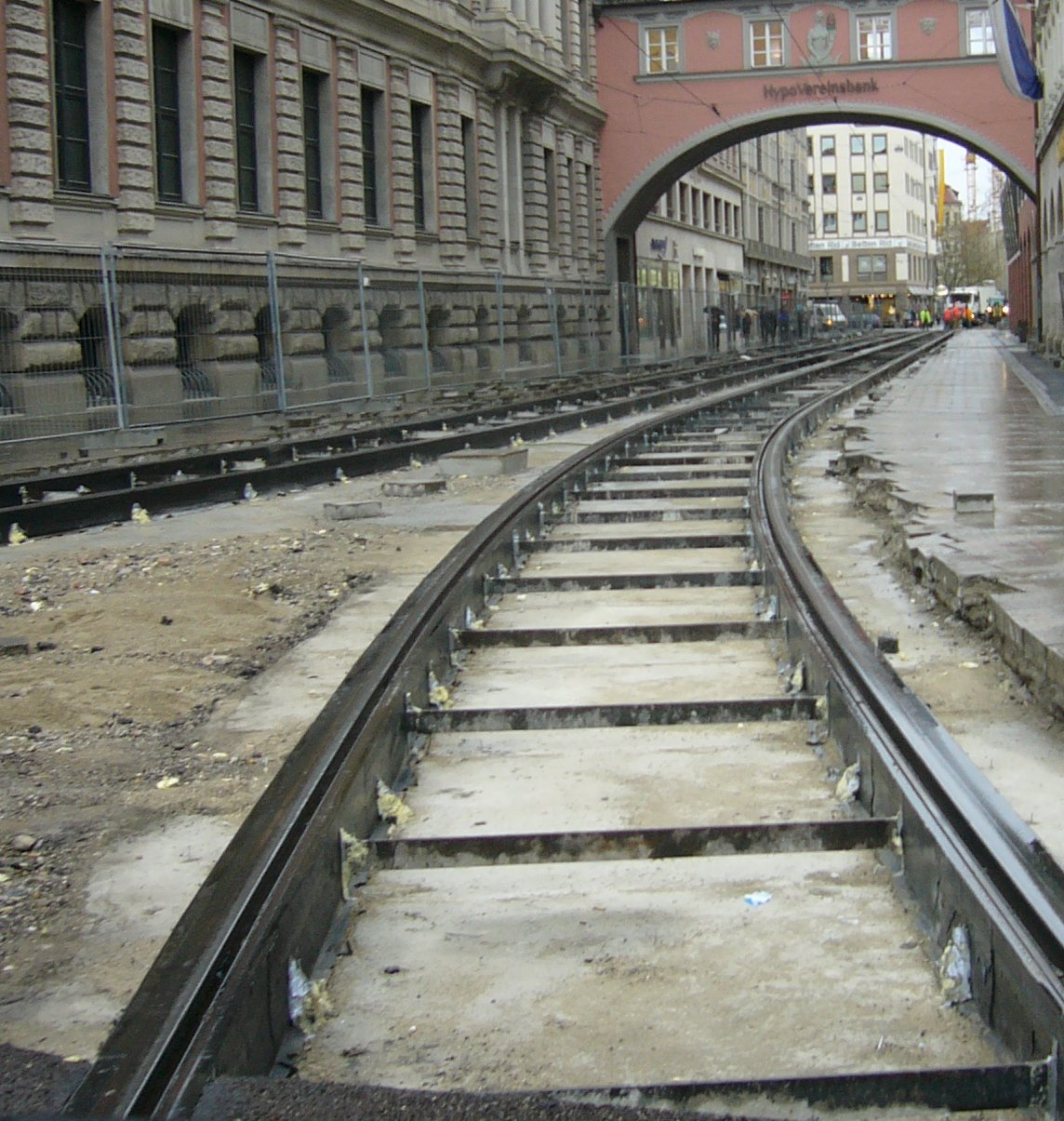
Straßenbahngleis mit Rillenschienen auf Betonuntergrund während Erneuerungsarbeiten
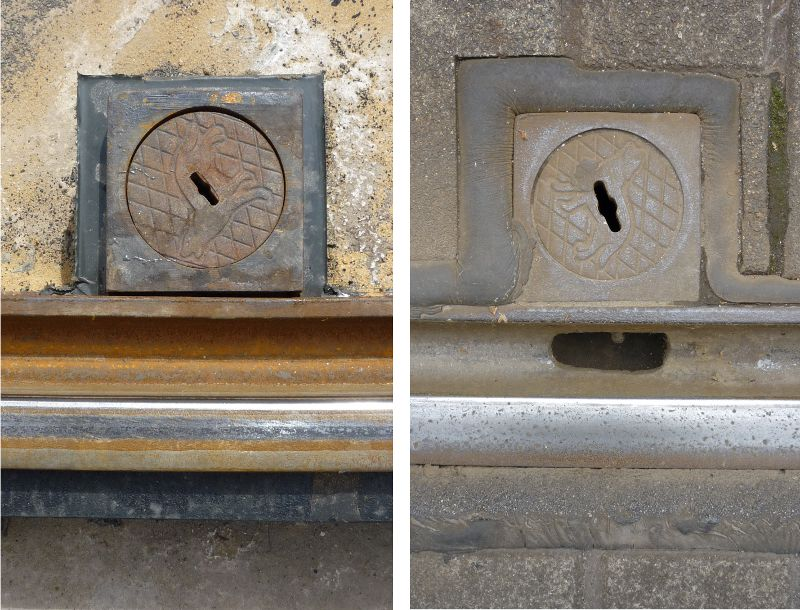
Vorrichtung zur Entwässerung einer Rillenschiene, links im Bau, rechts in eingebautem Zustand
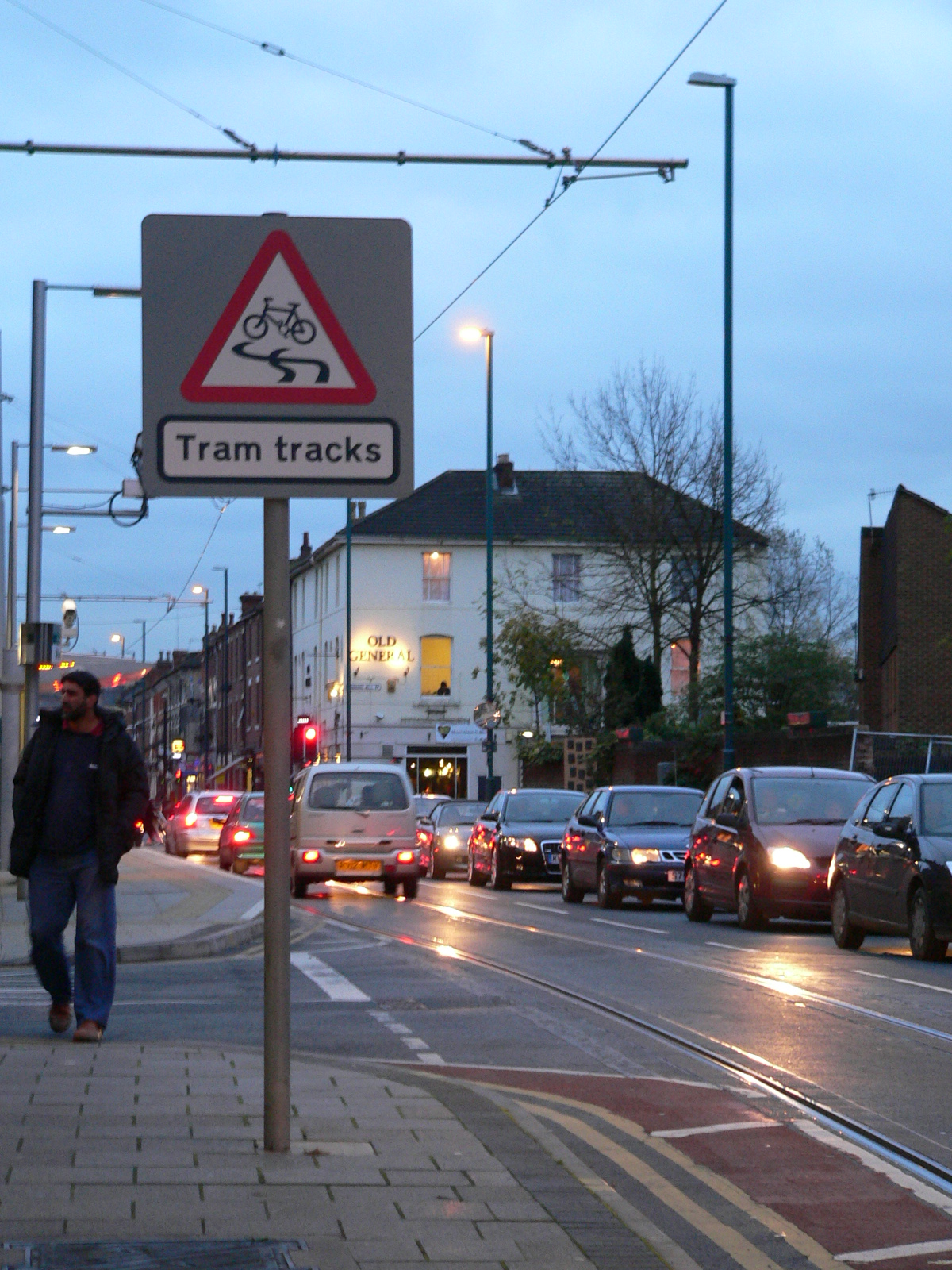
Warnhinweis für Radfahrer in Nottingham

- Straßenbahngleis mit Rillenschienen auf Betonuntergrund während Erneuerungsarbeiten
- Vorrichtung zur Entwässerung einer Rillenschiene, links im Bau, rechts in eingebautem Zustand
- Warnhinweis für Radfahrer in Nottingham

#### Vorteile
Mitunter werden Rillenschienen auch in Bereichen eingebaut und eingedeckt, wo im Regelfall kein Individualverkehr auf dem Gleiskörper stattfindet. Jedoch kann dieser im Notfall von Rettungsfahrzeugen befahren werden, was insbesondere bei Tunnelstrecken von Vorteil sein kann. Des Weiteren kann auf solchen Abschnitten leichter ein Schienenersatzverkehr mit Omnibussen eingerichtet werden, außerdem können havarierte Schienenfahrzeuge dort auch von Straßenfahrzeugen abgeschleppt werden. Genauso kann bei Rillenschienenabschnitten auch die Schneeräumung mit Straßenfahrzeugen erfolgen, außerdem entfällt die Vegetationskontrolle, das heißt die Unkrautvernichtung mit Chemikalien.

#### Nachteile

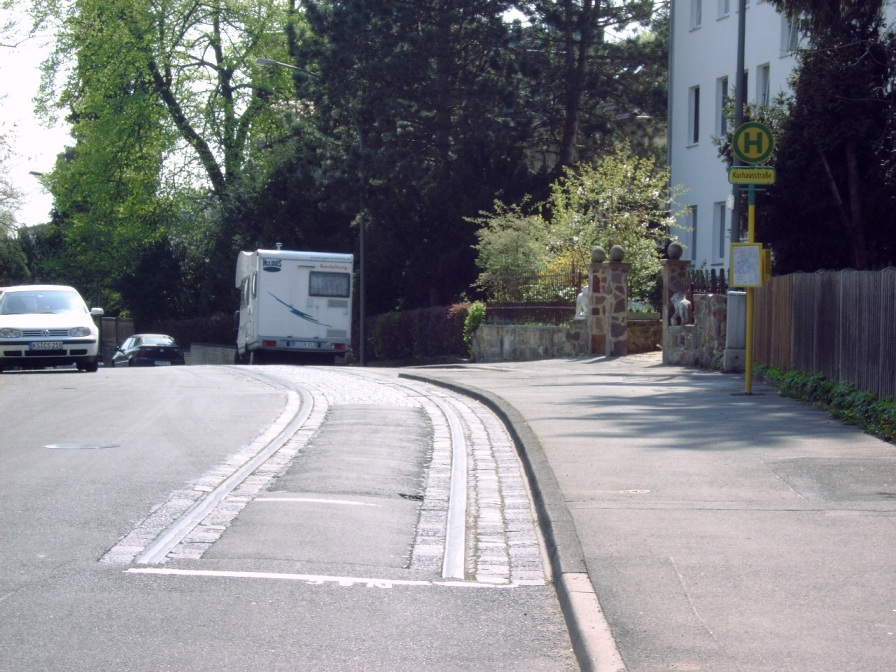
Stillgelegte und aufgefüllte Rillenschienen der Straßenbahn Kassel

Generell besteht bei Rillenschienen durch potentielle Fremdkörper in der Rille eine erhöhte Entgleisungsgefahr gegenüber Normalschienen. Ein weiterer wesentlicher Nachteil ist die Sturzgefahr für Radfahrer, insbesondere wenn die Schienen im spitzen Winkel gequert werden müssen oder nass sind. Aus diesem Grund werden stillgelegte Rillenschienenabschnitte oft provisorisch mit Gummi oder Zement gefüllt, bevor die Schienen später ausgebaut werden.
Rillenschienen werden auch vom Straßenverkehr abgenutzt. Der Einbau im Straßenbelag fördert durch eindringendes Oberflächenwasser die Korrosion sowohl des Schienenprofils als auch der Befestigungsmittel. Eingedeckte Rillenschienen müssen also häufiger ausgetauscht werden als nicht eingedeckte oder Schienen ohne Rillen. Der Austausch verursacht Behinderungen des Straßenverkehrs und macht die Wiederherstellung der Fahrbahndecke nach Abschluss der Gleisbauarbeiten erforderlich.
Im Winter kann Schnee die Rillen verstopfen, besonders dann, wenn der Schnee durch andere Verkehrsteilnehmer in die Rille geschoben und dort zusammengepresst wird. Eingedeckte Abschnitte müssen daher im Winter häufig durch sogenannte Spurfahrten freigehalten werden, während nicht eingedeckte Streckenabschnitte erst bei deutlich größeren Schneehöhen geräumt werden müssen.
Da Rillenschienen eine Gefahr für Fahrradfahrer darstellen, gibt es Schienen mit Gummifüllung, die verhindern sollen, dass Radfahrer in die Rille geraten und stürzen. Sie werden von den Basler Verkehrs-Betrieben bis Ende 2022 getestet. Allerdings können sie von manchen Schienenfahrzeugen nicht befahren werden, die zu leicht sind, um den Gummi in die Rille zu pressen.
Lagekorrekturen von eingedeckten Abschnitten, vergleichbar mit Stopf- und Richtarbeiten beim Schotteroberbau, sind in eingedeckten Rillenschinengleisen nur aufwändig und nicht ohne Ausbau der Fahrbahndecke mit Sperrungen für den Straßenverkehr möglich.

### Weitere Schienenformen

#### Kranschienen
Eine zweite Variante der Vignolschiene ist die Kranschiene.
Es gibt unterschiedliche Arten von Kranschienen:
Form A und F nach DIN 536:
diese sind im Vergleich zu den bei der Eisenbahn eingesetzten Schienen niedriger und haben einen dickeren Steg, um der stärkeren Belastung standzuhalten. Sie werden üblicherweise auf einem durchgehenden weiteren Träger, speziell einer Stahlunterlage, montiert, was als „kontinuierliche Lagerung“ bezeichnet wird.
Vignolschienen werden in Ausnahmefällen auch als Kranschienen verwendet und dabei oft mit Rippenplatten auf Schwellen befestigt, was als „diskontinuierliche Lagerung“ bezeichnet wird. Die diskontinuierliche Lagerung wird hier als sehr schadensanfällig betrachtet.
Schwere Sonderprofile
überwiegend mit der Bezeichnung MRS sind nicht genormt und werden bei hohen Belastungen eingesetzt.
Hier gibt es mittlerweile eine „moderne Variante“: die Schiene AS 86.
Sie wurde aus einem Profil MRS 87a (mit ebener Radlauffläche) so weiterentwickelt, dass durch die Kopfausrundung, analog Form A, die Krafteinleitung möglichst weit zur Kopfmitte verlagert wird.

#### Fahrbahnschienen für luftbereifte Bahnsysteme

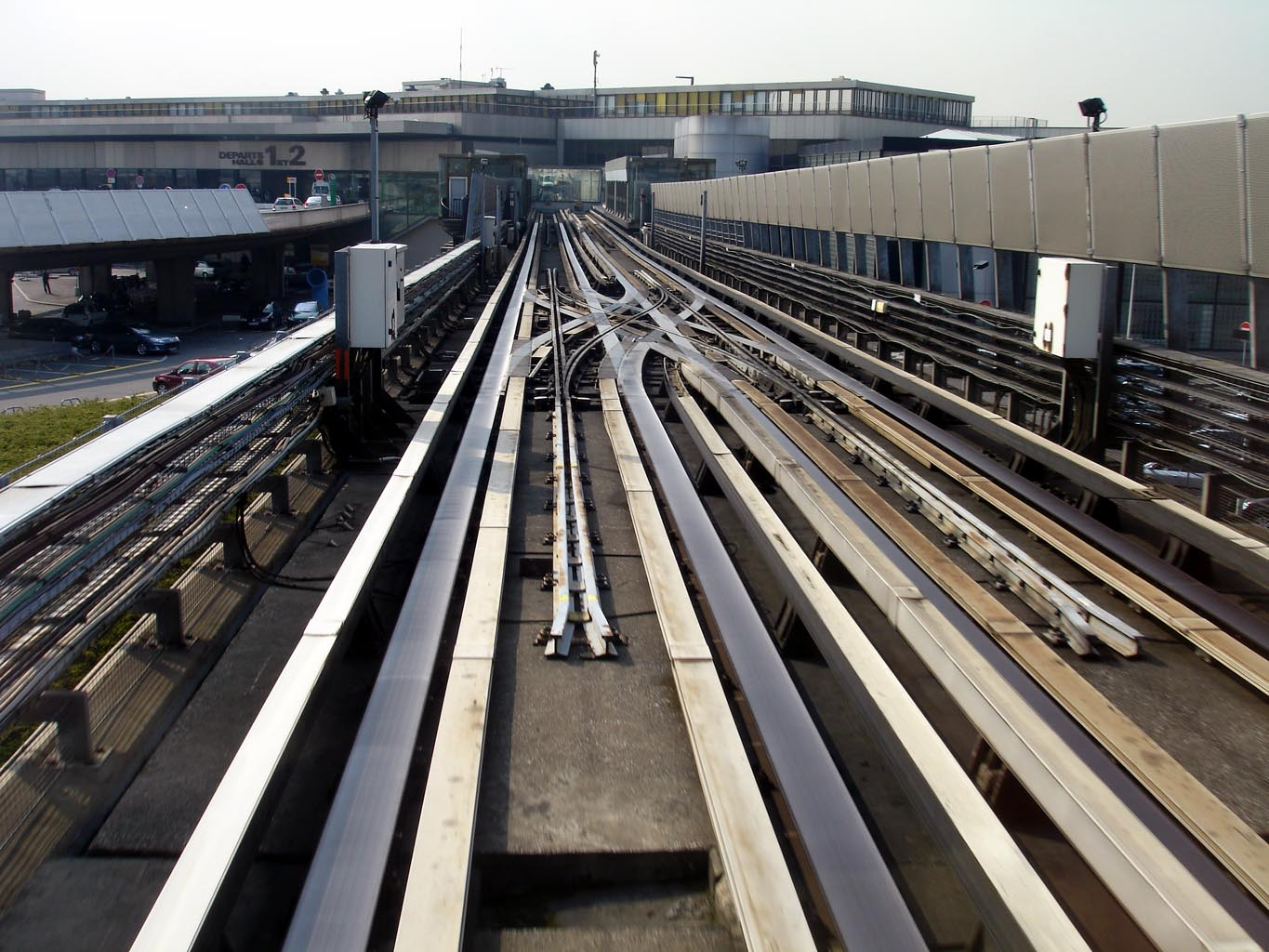
Fahrbahn des VAL-Bahnsystems

Der Einsatz von luftbereiften Fahrzeugen führte teilweise zu neuartigen Fahrbahnanlagen mit ebenfalls neuartigen Führungs- und Gleiswechselsystemen.

#### Einspurschienen
Sattelbahnen benutzen als Fahrweg Betonbalken mit seitlicher und mittiger Spurführung. Für die seitliche Spurführung genügen senkrecht angebrachte Flachstahlbänder, die die Spurführungskräfte auf seitlich am Fahrzeug angebrachte waagerechte Führungsrollen übertragen. Sofern die seitliche Spurführung nicht auch für die Energiezufuhr herangezogen wird, können hierfür auch Holz- und Betonbalken verwendet werden.
Das seltenere System der mittigen Spurführung wird bei Fahrzeugen verwendet, die auch am allgemeinen Straßenverkehr teilnehmen (z. B. Tramway de Nancy). In diesem Fall wird in den Fahrbahnbelag eine Rille gefräst, in die besonders geformte (meistens U-förmige) Schienen eingelassen werden, in die der Führungszapfen des Fahrzeuges eingreift. Ähnlich ist die Führungsschiene bei Leitschienenbahnen wie Translohr oder Neoval aufgebaut, doch hat ihr Kopf einen sechseckigen Querschnitt und die je zwei um etwa 45° geneigten Leiträder umfassen diesen Schienenkopf seitlich. Beim ursprünglichen System Véhicule automatique léger sind die in diesem Fall doppelten Leitschienen nur im Weichenbereich vorhanden. Ansonsten werden die Wagen durch die beidseitigen, senkrecht stehenden Leitschienen geführt, die zusätzlich als Stromschienen genutzt werden und deshalb isoliert aufgehängt sind.
Hängend geführte Kabinenbahnen wie die Wuppertaler Schwebebahn nutzen meist stählerne Schienen, auf denen die Räder laufen; die Schienen ihrerseits sind wieder an Traggestellen oder Betonbalken aufgehängt.

#### Auflaufkurve
Eine besondere Schienenbauart für enge Werkhöfe war die Auflaufkurve, die nach ihrem Hersteller Maschinenfabrik Deutschland in Dortmund auch als Deutschlandkurve bezeichnet wurde. Mit ihr war es möglich, Gleisbögen in sehr kleinen Radien bis zu 35 m herunter zu verlegen. Dabei wurde auf der bogeninneren Schienen eine Rillen- oder Zwangsschiene eingebaut, während die bogenäußere Schiene einen breiteren Schienenkopf erhielt. Mit einer Anrampung wurde der bogenäußere Spurkranz des Radsatzes auf den breiten Schienenkopf geführt.

## Schienenherstellung

### Vom Gusseisen zum Stahl
Ab 1770 wurden gusseiserne Schienen auf Steinblöcken verlegt, so erstmals bei der Derby Canal Railway in England.
Der Engländer Ralph Allen erfand in den 1730er Jahren den einseitigen Spurkranz, der die Wagen sicher auf dem Gleis führt. Nach anderen Angaben wurde der Spurkranz jedoch erst 1789 eingeführt.
Mit Einführung der Spurkranzräder wurden Schienen mit pilzförmigem Querschnitt mit und ohne untere Verstärkung des Steges verwendet. Die kurzen, gusseisernen Schienen konnten nur ein sehr mangelhaftes, für größere Raddrücke (wie sie die in der Entstehung begriffenen Lokomotiven erforderten) ungeeignetes Gleis bilden. 1820 gelang es John Berkinshaw in Durham, Schienen durch Walzen zu erzeugen, sie damit also aus haltbarerem Material und in großen Längen (damals 15 Fuß engl.) herzustellen.
„Die Querschnittform blieb zunächst noch die gleiche Pilzform und die Unterstützung ebenfalls dieselbe mit gusseisernen Schienenstühlen auf Steinwürfeln. Seltsamerweise glaubte man, auch von der Fischbauchform in Längsrichtung nicht abweichen zu dürfen und walzte mit vieler Mühe die Wellenschiene. So sind diese gewalzten Schienen zuerst auf einem Teil der kleinen Bahn Stocton-Darlington [sic!] (1825) und auf der ersten großen Lokomotivbahn, Liverpool-Manchester (1826–1830), verlegt worden.“ (Meyers Konversationslexikon, 1905)
Mitte des 19. Jahrhunderts erfolgte der Übergang zu den wesentlich länger haltbaren Stahlschienen. So lieferten Vorläufer der VÖEST ab 1850 erste Schienenköpfe aus Schweißeisen, ab 1857 Robert Forester Mushet die ersten Stahlschienen (Bessemerverfahren), ab 1862 Alfred Krupp Stahlschienen (Bessemerverfahren) und ab 1869 Vorläufer der voestalpine erste Schienen aus SM-Stahl (Siemens-Martin-Verfahren).

### Schienenproduktion heute

Schematische Darstellung kalibrierter Vor- und Fertigwalzen zur Herstellung von Schienen

Schienen werden heute in Europa ausschließlich aus LD-Stahl gewalzt. Es sind etwa zehn Walzdurchgänge erforderlich. Die Schienen werden dann gegebenenfalls noch einer Kopfhärtung unterzogen. Diese besteht in einem Abschrecken aus der Walzhitze durch Tauchen in ein Härtebad oder induktives Aufheizen und anschließendes Pressluftkühlen des Schienenkopfes. Nach dem Walzen werden die Schienen in einem entsprechend langen Kühlbett als Ganzes gleichmäßig und kontrolliert abgekühlt; dabei entstehende Abweichungen vom geraden Verlauf werden durch kaltes Richten auf einer Rollenrichtmaschine unter hohem Druck beseitigt, im Fachjargon auch „Bügeln“ genannt.
Anschließend erfolgt die Qualitätskontrolle jeder einzelnen Schiene; sie wird jeweils auf Geradheit, korrekte Oberfläche und inneren Zustand hin geprüft. Die hohe Ausgangsqualität des verwendeten Stahls ermöglicht eine direkte Wiederverwertung des Ausschussmaterials. In der Endbearbeitung erfolgt schließlich das Sägen auf die gewünschte Länge sowie evtl. auch das Bohren sog. „Laschenlöcher“. Üblich ist die Lieferung Just in time (JIT) auf die entsprechende Baustelle.

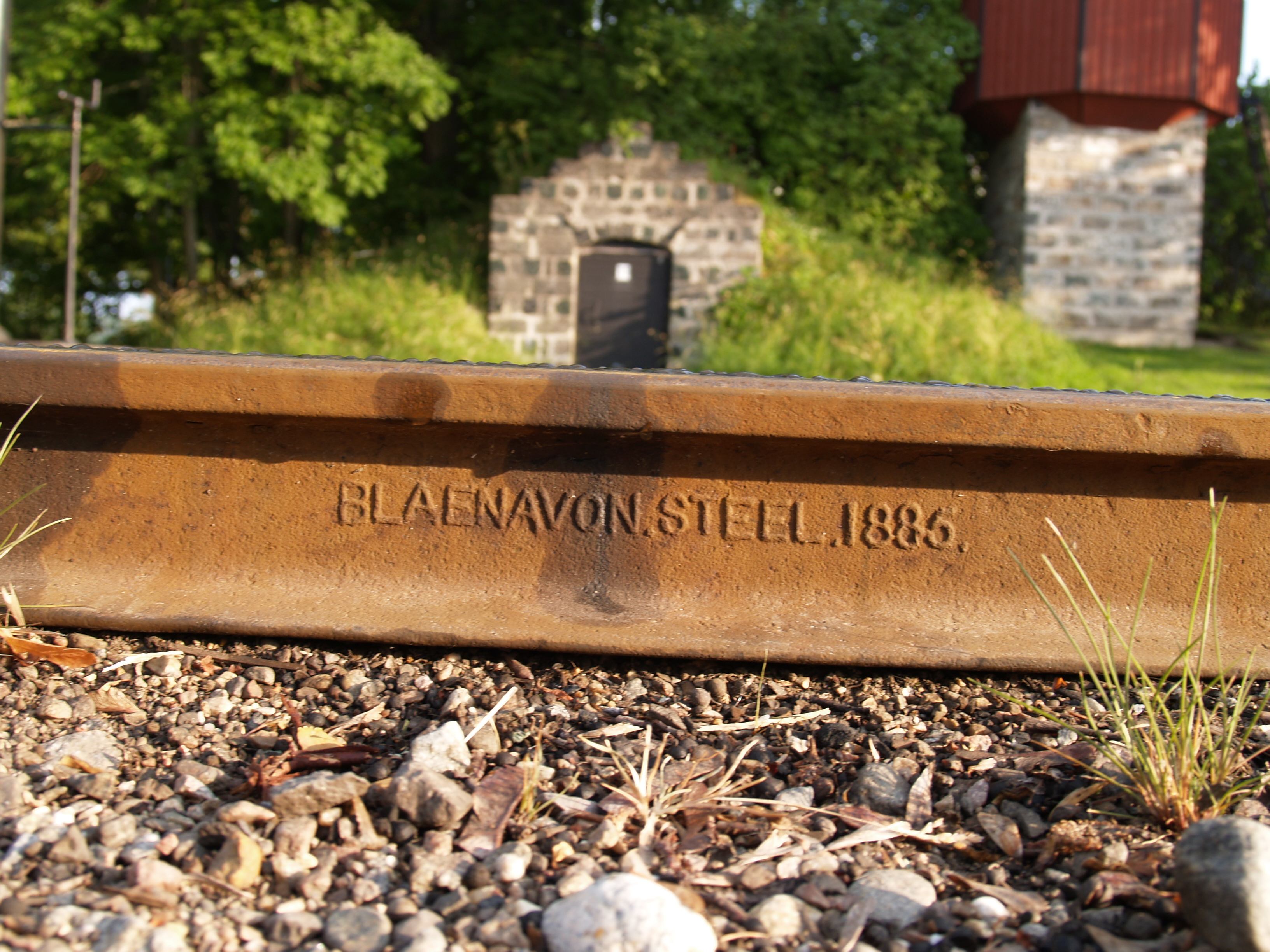
Schienen können eine lange Lebensdauer haben. Foto einer Schiene von Blaenavon Steel von 1885 aus dem Jahr 2005.

Langschienen zum Bahntransport werden entweder gleich mit einer Länge von 120 Metern gefertigt oder im Werk aus zwei bis vier Teilstücken zu Langschienen verschweißt. Weitere Schweißungen bis hin zu 360-m- oder sogar 500-m-Stücken sind möglich. Bei Lieferungen per Schiff nach Übersee ist die Schienenlänge auf 60 Meter begrenzt.
Die Langschienenlogistik erfordert lange Spezialwagengespanne (»Langschieneneinheiten«) sowie mehrere parallel arbeitende Kräne.
Vorteilhaft ist die Minimierung der teuren Schweißarbeiten vor Ort im Baugleis nach dem Thermitschweißverfahren oder dem Abbrennstumpfschweißverfahren und der für die Nahtstellen (sog. „Schienenstoß“) nötige Wartungsaufwand. 30-m-Langschienen waren ab 1928 bei der Deutschen Reichsbahn üblich, um 1930 waren ferner 60-m-Langschienen in Erprobung.
Schienen für enge Bogenradien (z. B. unter 300 m oder als Weichenteile), die nicht vor Ort in die Krümmung gelegt werden können, werden im Werk auf einer Dreirollenmaschine vorgebogen.
Waren früher Bahnschienen ein Standardprodukt fast aller Walzwerke, sind die Qualitätsanforderungen inzwischen so hoch, dass es nur noch wenige spezialisierte Schienenwerke gibt. Hohe Stahlqualität, geringe Walztoleranzen und Wirbelstrom-Oberflächenprüfung aller Schienen sind selbstverständlich geworden. Das größte Schienenwalzwerk Europas (in Donawitz, Österreich) gehört zu Voestalpine.
Der letzte in Deutschland verbliebene Produzent, TSTG Schienen Technik gehörte ebenfalls zur Voestalpine AG und wurde Ende 2013 geschlossen.
Bis 2011 existierte auf dem deutschen Markt ein Preiskartell, das sich als Schienenfreunde bezeichnete.

### Schienenhersteller
2012 wurden weltweit 9,1 Millionen Tonnen Schienen produziert, darunter 1,5 Millionen Tonnen in Europa.
Schienenwalzwerke:
- Voestalpine: Leoben-Donawitz[58]
- Moravia Steel: Třinec (Tschechien)[59]
- Tata Steel (bis 1. Juni 2016[60]): Usine Saint Jacques Hayange (Frankreich),[61] Scunthorpe (Großbritannien)
- ArcelorMittal: Steelton (USA), Gijón (Spanien), Ostrava (Tschechien), Rodingen (Luxemburg), Dąbrowa Górnicza und Chorzów (Polen)[62]
- Evraz: NTMK/Nischni Tagil, NKMK/Nowokusnezk, Pueblo (USA)[63]
- Kardemir: Karabük (Türkei)[64]
- Nippon Steel & Sumitomo Metal Corporation: Yawata, Kitakyūshū[65]
- JFE: West Japan Works[66]
- Panzhihua Iron and Steel: Panzhihua (China)[67]

### Qualitative Unterscheidung
Zur genaueren Bezeichnung wird in Deutschland die Metermasse des Profils verwendet.
Die bayerische Ludwigs-Eisenbahn von Nürnberg nach Fürth (1835) verwendete ein Profil von 12 kg/m. Nach 1920 begann der Einbau von Schienenprofilen mit 49 kg/m (S 49). Die aktuell bei der Deutschen Bahn AG verwendeten Profile werden weiter oben in diesem Artikel näher beschrieben. Im Bereich der OSShD (Osteuropäischer Eisenbahnverband) waren auch Profile mit 65 kg/m (R 65) üblich.
Straßenbahn-Betriebe bauen auf eigenem Gleiskörper aufgrund geringer Belastung meist ein S-41-Profil ein, die Bahnbetriebe in Tagebauen aufgrund der hohen Belastung das Profil S 64. Besonders bei Schmalspurbahnen kommen aber auch heute noch neben dem Profil S 49 das leichtere Profil S 33 mit 33,5 kg/m oder teilweise sogar noch Profile aus der Länderbahnzeit (z. B. Va in Sachsen) zum Einsatz.
Der Vorteil leichter Schienenprofile liegt zum einen in der Materialersparnis, zum anderen jedoch darin, dass bei starken Schwankungen der Temperatur die Kräfte infolge Wärmeausdehnung geringer sind. Dies wirkt sich insbesondere in engen Gleisbögen aus, wo es bei starken Temperaturschwankungen zu Gleislagefehlern kommen kann. Ihre Nachteile sind die geringere Tragfähigkeit und das geringere Widerstandsmoment.

### Schienenwerkstoffe
Schienenwerkstoffe werden generell auch nach ihrer Güte klassifiziert, die mit ihrer Brinell-Härte (HBW) auf der Fahrfläche gemessen wird. Eine weitere wichtige Kennzahl ist die Zugfestigkeit in N/mm². In der Vergangenheit wurde auch die Zugfestigkeit als Maßstab für die Güte des Schienenwerkstoffs genutzt. In Europa sind neun perlitische Stahlsorten in einem Härtebereich zwischen 200 HBW und 440 HBW und einer Zugfestigkeit zwischen 680 und 1280 N/mm² festgelegt, siehe die folgende Tabelle.
| Stahlsorte | Werkstoffnummer | Massenanteile in der Schmelze in % | Massenanteile in der Schmelze in % | Massenanteile in der Schmelze in % | Massenanteile in der Schmelze in % | Massenanteile in der Schmelze in % | Massenanteile in der Schmelze in % | Zugfestigkeit Rm min. in N/mm² | Härte auf der Fahrfläche (HBW) | Beschreibung |
| Stahlsorte | Werkstoffnummer | Kohlenstoff                        | Silicium                           | Mangan                             | Phosphor                           | Schwefel                           | Chrom                              | Zugfestigkeit Rm min. in N/mm² | Härte auf der Fahrfläche (HBW) | Beschreibung |
| ---------- | --------------- | ---------------------------------- | ---------------------------------- | ---------------------------------- | ---------------------------------- | ---------------------------------- | ---------------------------------- | ------------------------------ | ------------------------------ | ------------ |
| R200       | 1.0521          | 0,40–0,60                          | 0,15–0,58                          | 0,70–1,20                          | ≤0,035                             | ≤0,035                             | ≤0,15                              | 680                            | 200 bis 240                    | 1) 3)        |
| R220       | 1.0524          | 0,50–0,60                          | 0,20–0,60                          | 1,00–1,25                          | ≤0,025                             | ≤0,025                             | ≤0,15                              | 770                            | 220 bis 260                    | 1) 3)        |
| R260       | 1.0623          | 0,62–0,80                          | 0,15–0,58                          | 0,70–1,20                          | ≤0,025                             | ≤0,025                             | ≤0,15                              | 880                            | 260 bis 300                    | 1) 3)        |
| R260Mn     | 1.0624          | 0,55–0,75                          | 0,15–0,60                          | 1,30–1,70                          | ≤0,025                             | ≤0,025                             | ≤0,15                              | 880                            | 260 bis 300                    | 1) 3)        |
| R320Cr     | 1.0915          | 0,60–0,80                          | 0,50–1,10                          | 0,80–1,20                          | ≤0,020                             | ≤0,025                             | 0,80–1,20                          | 1080                           | 320 bis 360                    | 2) 3)        |
| R350HT     | 1.0631          | 0,72–0,80                          | 0,15–0,58                          | 0,70–1,20                          | ≤0,020                             | ≤0,025                             | ≤0,15                              | 1175                           | 350 bis 390                    | 1) 4)        |
| R350LHT    | 1.0632          | 0,72–0,80                          | 0,15–0,58                          | 0,70–1,20                          | ≤0,020                             | ≤0,025                             | ≤0,30                              | 1175                           | 350 bis 390                    | 1) 5)        |
| R370CrHT   | 1.0992          | 0,70–0,82                          | 0,40–1,00                          | 0,70–1,10                          | ≤0,020                             | ≤0,020                             | 0,40–0,60                          | 1280                           | 370 bis 410                    | 2) 4)        |
| R400HT     | 1.1254          | 0,90–1,05                          | 0,20–0,60                          | 1,00–1,30                          | ≤0,020                             | ≤0,020                             | ≤0,30                              | 1280                           | 400 bis 440                    | 1) 4)        |

Die Standardschienenstahlgüte der Deutschen Bahn (DB), der Schweizerischen Bundesbahnen (SBB) und der Österreichischen Bundesbahnen (ÖBB) ist die Güte R260.
Mit höherer Zugfestigkeit nimmt allerdings nicht nur die Verschleißfestigkeit zu, sondern die Bruchgefahr steigt ebenfalls an.

### Vergüten

Verteilung der Härte (HBW) einer kopfgehärteten Schiene R370CrHT

Durch eine geeignete Wärmebehandlung, das sogenannte Vergüten, kann die Lebensdauer von Schienen gegenüber naturharten, d. h. nicht wärmebehandelten Schienen, insbesondere in engen Bogenradien, um ein Vielfaches erhöht werden. Hierzu werden von den Schienenhersteller unterschiedliche Wärmebehandlungstechnologien eingesetzt. Durch eine leicht beschleunigte Abkühlung der auf die Austenitisierungstemperatur erwärmten Schiene kann ein feinperlitisches Werkstoffgefüge erzeugt werden. Dadurch kann die Festigkeit und Härte der Schiene erhöht werden, ohne dabei die Zähigkeit des Schienenwerkstoffes negativ zu beeinflussen.

## Aufarbeitung
Schienen unterliegen im Gleis überwiegend einseitiger Abnutzung, sodass auf der Nichtfahrkante ein ausreichendes Profil verbleibt, um diese aufzuarbeiten und eine neue Fahrkante für eine zweite Nutzungsperiode herzustellen. Neben dem verschleißbedingten Ausbau werden bei bestimmten Gleisumbauverfahren beim Austausch anderer Oberbaukomponenten (z. B. Schwellen) auch Schienen ausgebaut, obwohl diese noch nicht verschlissen sind. Beim Einsatz von Schnellumbaumaschinen ist allerdings der Schwellenwechsel auch unter Weiternutzung der Schienen möglich.
Der Aufarbeitungsprozess umfasst mehrere Schritte, darunter das Aussortieren von Schrottanteilen, das Richten der Schienen, die Reprofilierung des Schienenkopfes durch Fräsen oder Hobeln, die Entgratung der neuen Fahrkante, die Ultraschallprüfung auf innere Fehler sowie das Verschweißen mit stationärer Abbrennstumpfschweißtechnik zu Langschienen mit Längen von bis zu 360 Metern. Daraus werden wiederum je nach Bedarf die entsprechenden Schienenlängen vorkonfektioniert. Nach der Aufarbeitung können die gebrauchten Schienen wiederverwendet werden. Der Wiedereinbau der aufgearbeiteten Schienen erfolgt in der Regel in Gleisen mit geringerer betrieblicher Belastung, für die eine geringere Verschleißreserve ausreichend ist.
Die Wiederverwendung von Schienen im Eisenbahnverkehr bietet sowohl ökonomische als auch ökologische Vorteile. So ist die Aufarbeitung von Schienen wirtschaftlich vorteilhaft, da sie etwa die Hälfte der Kosten einer Neuschiene verursacht. Die Wiederverwendung von Schienen bietet somit ein erhebliches Einsparungspotential für das Eisenbahninfrastrukturunternehmen. Dieser Kreislaufprozess bezeichnet man auch Stufenbewirtschaftung.

## Schienenbefestigung

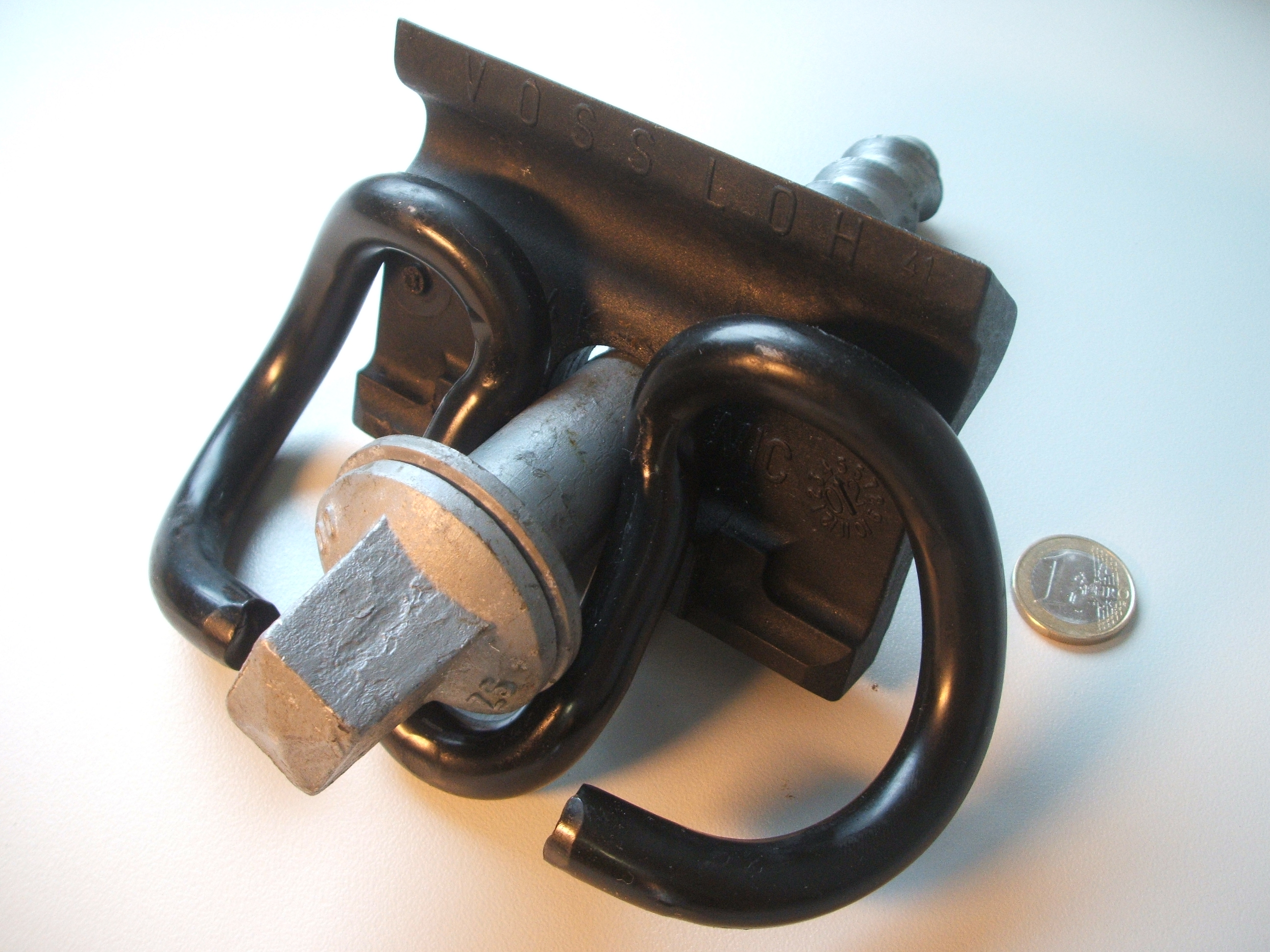
Schienenbefestigung bei Oberbau W mit Schwellenschraube, Spannklemme und Winkelführungsplatte

Vignolschienen werden auf den Schwellen meist unter Zwischenlage von Unterlags- oder Rippenplatten befestigt, die einerseits den Schienenfuß tragen und seitlich führen sowie zur Schwelle hin die Bohrungen und Aussparungen für die Befestigungsschrauben bzw. Federelemente bereitstellen. In der Vergangenheit und bei einfachen Verhältnissen wurden die Auflager bei der Oberbauform Hs einfach in die Oberfläche von Holzschwellen eingehobelt und die Schienen mit Schwellenschrauben befestigt. Fortschritte bei der Betonherstellung ermöglichten bei der Oberbauform W wieder den Verzicht auf Unterlagsplatten.

## Schienenverbindungsmittel
Die Verbindung zweier Schienen in Längsrichtung an ihren zusammenstoßenden Enden (»Schienenstoß«) erfolgt mit lösbaren Verbindungselementen (z. B. Laschen) oder unlösbare Verbindungen (z. B. Schienenschweißungen). Je nach Ausführung der Schienenverbindungen unterscheidet man zwischen Stoßlückengleisen und durchgehend geschweißtem bzw. lückenlosen Gleisen. Die Schienenverbindungen müssen eine ebene Fahrbahn gewährleisten und die Kräfte und Momente zwischen den Schienen übertragen können.

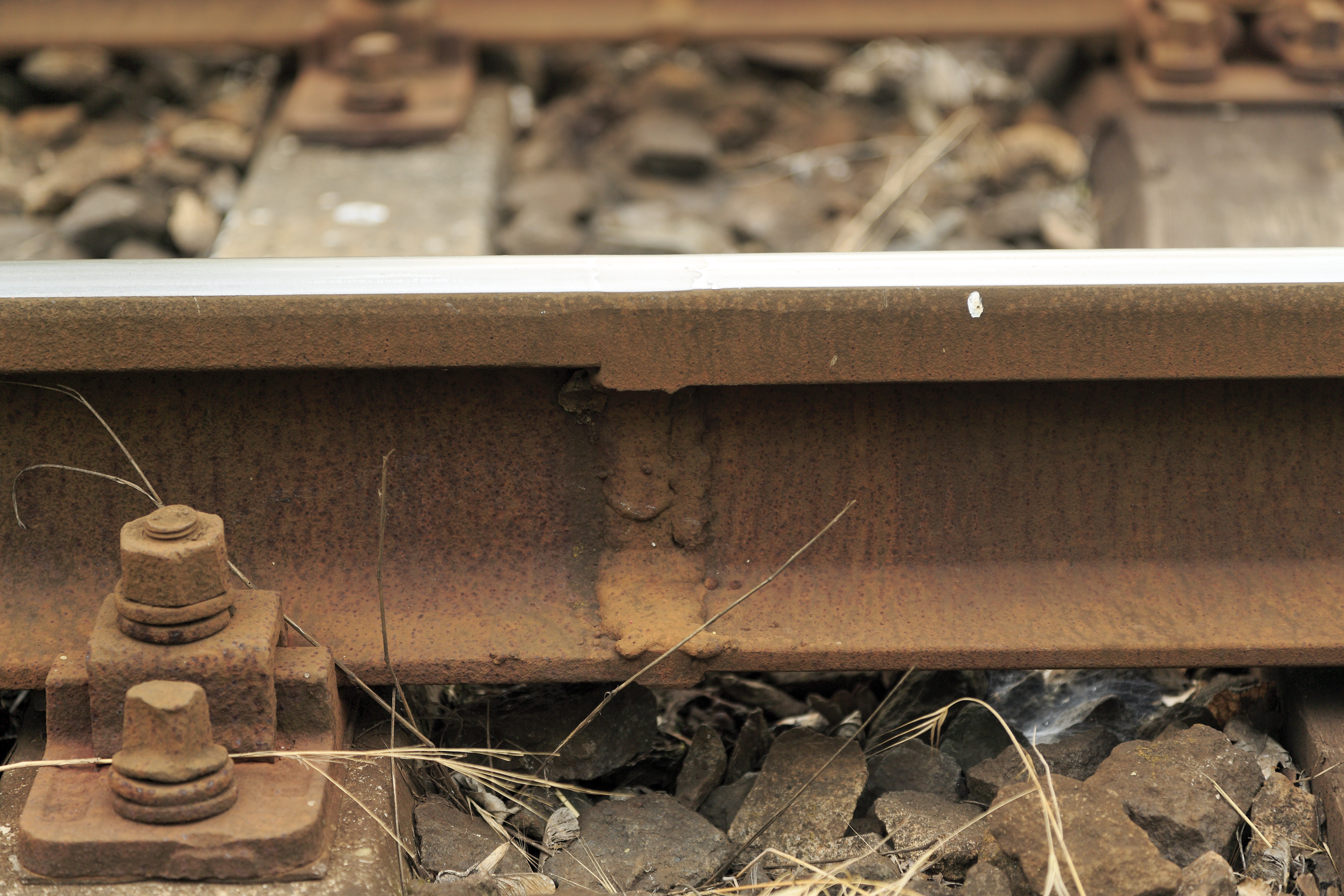
Elektrische Übergangsschweißung zwischen R 50 (links) und S 49 (rechts)

Beim Wechsel des Schienenprofils im Gleis werden insbesondere bei Umbauten industriemäßig durch Abbrennstumpfschweißen hergestellte Übergangsschienen eingebaut. Beim Schienenwechsel im Rahmen der Instandhaltung und wenn Übergangsschienen nicht erhältlich sind, beispielsweise zwischen R 65 und UIC 60, müssen die unterschiedlichen Profile mit aluminothermischen Übergangsschweißungen verbunden werden. Ist das aus Platzmangel, beispielsweise in Kreuzungsweichen oder weil es keine entsprechenden Schweißformen gibt, nicht möglich, müssen die Schienenenden durch Lichtbogenhandschweißen verbunden werden. In vielen Straßenbahnnetzen ist das Lichtbogenschweißen das Regelverfahren. Kropf- und Übergangslaschen sind nur noch bei Bauzuständen und zum vorübergehenden Sichern von Schienenbrüchen zulässig. Sind die zu verbindenden Profile geometrisch zu unterschiedlich, müssen mehrere Übergangsschienen bzw. -schweißungen hintereinander vorgesehen werden.

## Schienenneigung

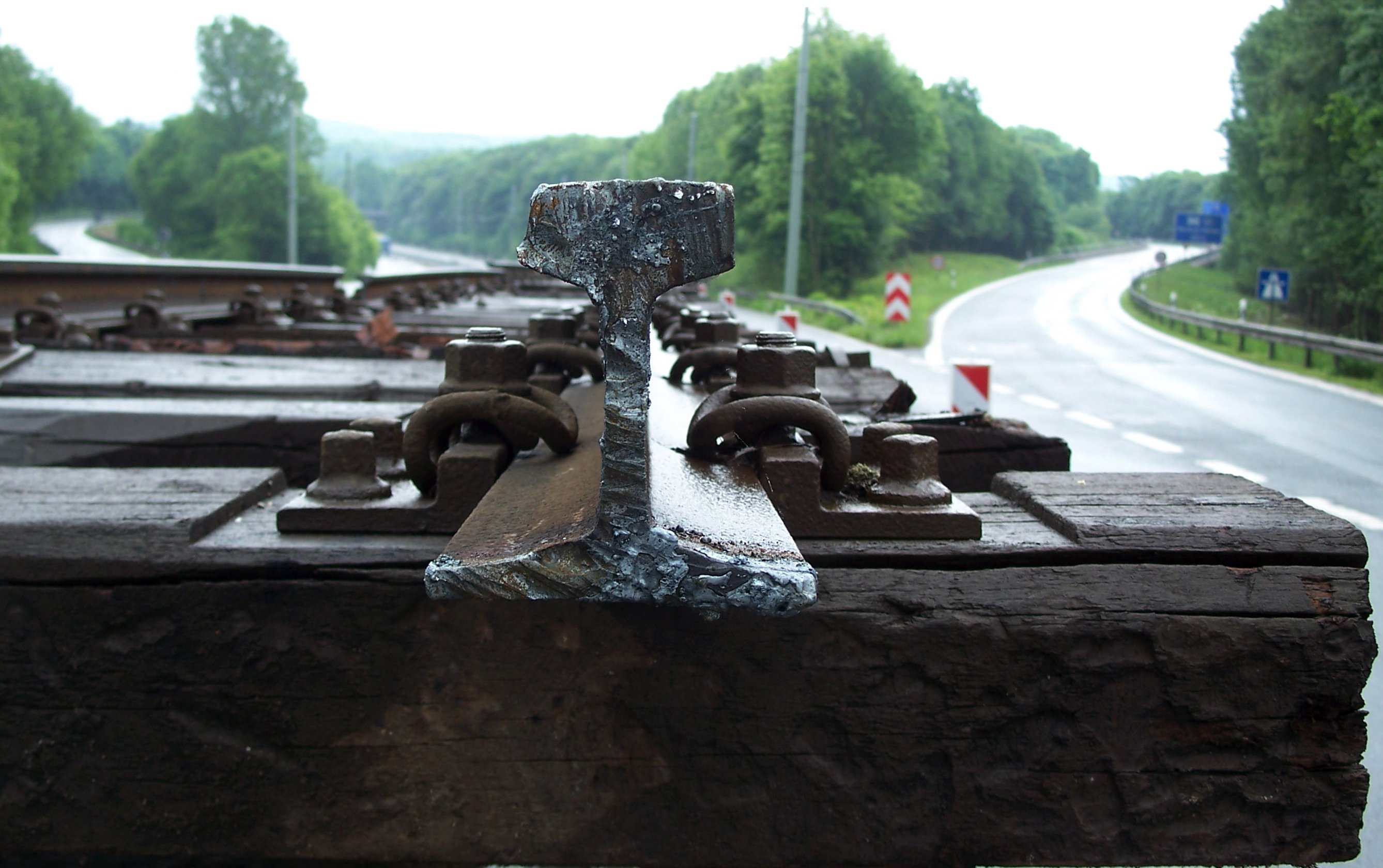
Profil einer Vignolschiene mit Rippenplatte (Oberbau Ks)

Zur Anpassung an die zur Selbstzentrierung im Gleis konischen Laufflächen der Räder stehen die Schienen im Gleis in der Regel zur Gleismitte hin geneigt. Diese Neigung wird entweder in die Unterlagsplatten oder in die Schwellen eingearbeitet. In der Vergangenheit betrug das europäische Regelmaß dieser Neigung, angepasst an langachsständige Zwei- und Dreiachser, 1:20. Bei Drehgestellfahrzeugen hat sich eine geringere Konizität der Radlaufflächen als günstiger für Verschleiß und Laufruhe erwiesen. Aufgrund ihres zunehmenden Anteils am Fahrzeugbestand wurde die Regelneigung der Schienen etwa seit den 1960er Jahren, gleichzeitig mit der Einführung schwerer Schienenprofile, auf 1:40 verringert. Oberbauarten mit Betonschwellen oder schwereren Schienen als S 49 wurden in der Regel von vornherein mit einer Neigung von 1:40 entwickelt. Gleise mit 1:20 geneigten Schienen finden sich in Deutschland nur noch in Nebengleisen und auf Nebenbahnen mit geringer Belastung und langer Liegedauer des Oberbaues.
Senkrecht stehende Schienen und zylindrische Radreifen gibt es bei einigen Straßenbahnnetzen. Zur Bauzeit war man der Meinung, dass die Selbstzentrierung durch den Sinuslauf aufgrund des geringen Spurspiels und der engen Bogenradien ohnehin kaum wirkt. Ein bekanntes Beispiel für senkrecht stehende Schienen und zylindrische Radreifen ist das Netz der U-Bahn Berlin. Im Betrieb stellt sich allerdings ein konisches Verschleißprofil ein.
In Weichen und Kreuzungen und bei kurzen Gleisstücken bis 40 Meter zwischen Weichen stehen die Schienen insbesondere zur Vereinfachung der Konstruktion und zur Vermeidung von mehrfachen Neigungswechseln senkrecht. Bei einigen neueren Weichenkonstruktionen ist die Neigung in die Fahrfläche der Schienen eingearbeitet. Zwischen Gleisen mit senkrecht stehenden und 1:20 geneigten Schienen baut man Übergangsschwellen mit der Neigung von 1:40 ein.

## Stromschienen
Im Gegensatz zu den vorgenannten Schienenformen dienen Stromschienen weder dem Tragen noch dem Führen eines Fahrzeugs, sondern dessen Versorgung mit elektrischer Energie. Hierfür werden spezielle Stromschienenprofile, gelegentlich auch altbrauchbare Fahrschienen oder andere Bauformen verwendet. Aufgrund des notwendigen niedrigeren Widerstandes kommen des Öfteren auch Stromschienen aus Aluminium zum Einsatz. Zur Verschleißminderung existieren, beispielsweise bei der U-Bahn Wien, Aluminiumstromschienen mit aufgesetzter Kontaktfläche aus Stahl.

## Schäden

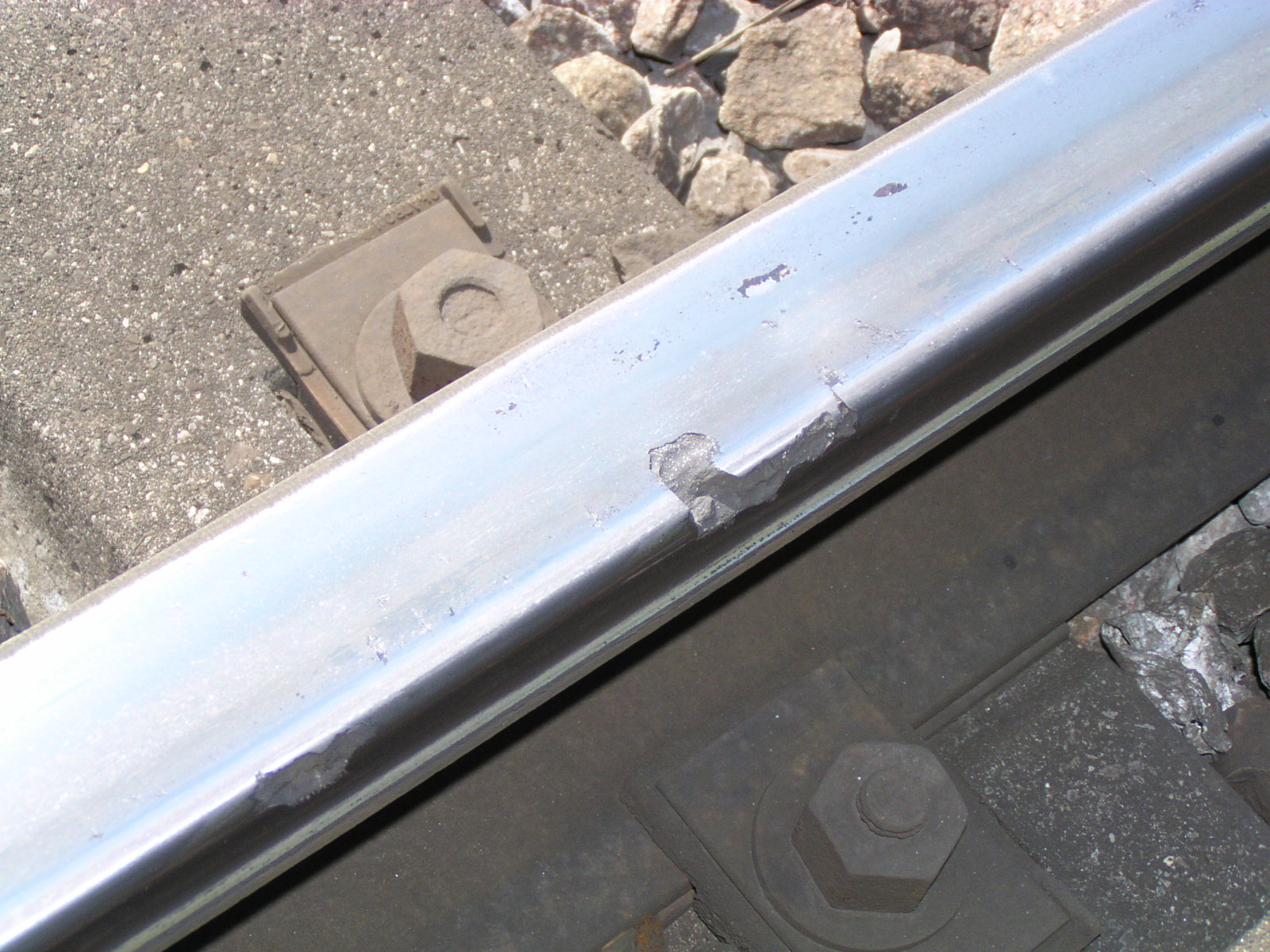
Ausbruch am Schienenkopf

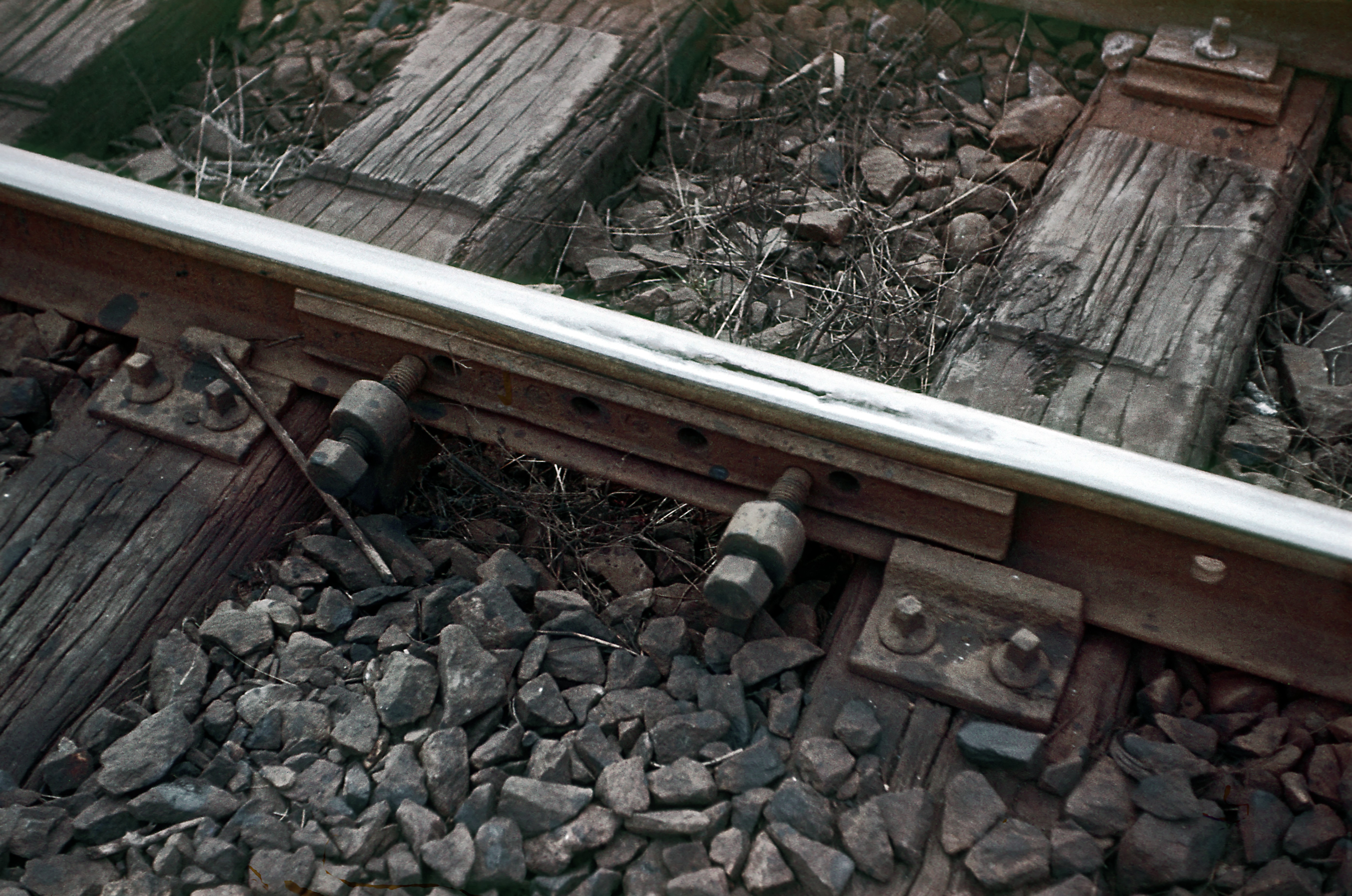
Längsriss in Schiene mit behelfsmäßiger Sicherung durch Laschen und Schienenfußklammern in Naundorf an der Strecke Oschatz–Mügeln (1982)

Schäden bei Schienen können verschiedene Ursachen haben. Man unterscheidet grob folgende Schäden:
- Herstellungsfehler (Walzfehler, Materialfehler)
- Korrosion
- Rissbildung (Head-Check)
- Verschleiß (u. a. in Bögen mit Radien unter 700 m)
- Fahrflächenfehler (Riffel, Schlupfwellen, Schleuderstellen)
- Grübchenbildung (Pitting)
- Verformung durch Temperaturspannungen
- Schienenbruch